# Algemesí
Algemesí es un municipio y ciudad de la Comunidad Valenciana (España), Su población es de 27 968 habitantes (INE 2024) y está situado en la comarca de la Ribera Alta, provincia de Valencia. Está ubicado al este de la península ibérica, en la llanura litoral valenciana, junto a la desembocadura del Magro en el Júcar, y con una parte de su término municipal en el parque natural de la Albufera.
Su casco urbano se encuentra a 5 km de la capital comarcal (Alcira), a 30 de la provincial (Valencia) y a 378 km de la nacional (Madrid).
Debido al desarrollo demográfico y urbanístico del último siglo, los cascos urbanos de Algemesí, Alcira y Carcagente se encuentran prácticamente unidos, formando de hecho una conurbación con cerca de 95 000 habitantes, siendo el segundo núcleo de población de la provincia de Valencia, tras la capital y su área metropolitana.
En el plano económico, el aprovechamiento de las aguas de la Acequia Real del Júcar introdujo al municipio en el regadío con cultivos como la morera y el arroz, que fomentaron el crecimiento de la villa, aunque, con el paso de los años, el cultivo de cítricos ganó terreno al arroz, siendo la principal fuente de ingresos del municipio durante más de un siglo (siglos XIX y XX).

## Toponimia
Algemesí, de fundación islámica como alquería, su topónimo procede del árabe al-jabbāzīn (الخبازين), que significa 'los panaderos' o 'los tahoneros'. Aunque su significado preciso sigue siendo objeto de debate.
Las primeras referencias documentales aparecen en el Llibre del Repartiment del Regne de Valencia (1244-1249), bajo la grafía medieval Aliemeçí, vinculada a una alquería del término de Alcira.
Varios investigadores han tratado de desentrañar su origen. En 2005, se propuso que se derivaría del árabe alkhamisī (vinculado a khamīs, "jueves"), vinculado a un suq ("mercado del jueves"), basándose en paralelismos como Alarba (proveniente del árabe *al-arbaʿāʾ*, "miércoles"). No obstante, se descartó esta teoría debido a incongruencias fonéticas: en valenciano, el sonido árabe khāʾ (escrito como kh) se transformó a *f*, *k* o *g* (por ejemplo, alfàbia, carxofa), nunca a la *j* palatal sonora característica del valenciano medieval, diferente a la *j* velar de Castilla.
Otras hipótesis, como la vinculación con la tribu Xemesa o el adjetivo *al-xamsī* ("soleado"), también tropiezan con problemas fonéticos. El árabe shīn (ش) se adaptó al valenciano como *x* (ej. Xàtiva), no como la *j* sonora de Gemesí. Según esta última teoría, significaría 'lugar soleado' (al-shammāsī الشمّاسي), es decir, lugar donde da el sol todo el día, ya que Algemesí es de las pocas poblaciones de la zona en las que no hay ninguna montaña cerca que le quite la luz solar durante el día. Pero esta última teoría no está respaldada. 
Aunque la estructura *al-* (artículo árabe) sugiere un origen andalusí, la etimología definitiva sigue siendo un enigma para la toponimia valenciana.
En cuanto al gentilicio, los naturales de Algemesí son algemesinenses.

## Historia

### Edad Media y Moderna
De fundación islámica, aunque poblado con cristianos nuevos tras su conquista por el rey Jaime I, su primera cita es en el Llibre del Repartiment, en 1243, y en 1373 se construyó un poblado o bovalar.
Formó parte del municipio de Alcira, hasta que en 1574 obtuvo la independencia, reservándose Alcira la jurisdicción criminal y mero imperio. En 1574, Felipe II le concedió la segregación de aquella convirtiéndolo en Universidad, tras pagar 8000 ducados. Le pertenecían los despoblados de Cotes, Pardines, Segreña y Fátima. Anteriormente, Cotes perteneció al conde de Cocentaina, Juan Ruiz Corella, quien en el año 1474 pleiteó con Algemesí por el gobierno de la Acequia Real. Mientras que Pardinas fue pretendida por el caballero Alfonso Llanos, en tiempos del Repartiment, según consta en el libro de Les Trobes, aunque finalmente perteneció a Pere Jofré y al marqués de Bélgida, quien cobraba los diezmos de las cosechas. Aunque más tarde entró a formar parte del señorío del conde de Cocentaina, y de los Falcó de Belaochaga, al igual que Cotes. Se dice que la pared que queda en pie era una de las de la iglesia de dicho poblado, y el retablo de esta iglesia se conserva en la basílica menor de San Jaime. Del mismo modo, la aldea de Segreña también perteneció al marqués de Bélgida. Finalmente, todos estos poblados pasaron a ser de Algemesí con la Revolución Liberal del siglo XIX.

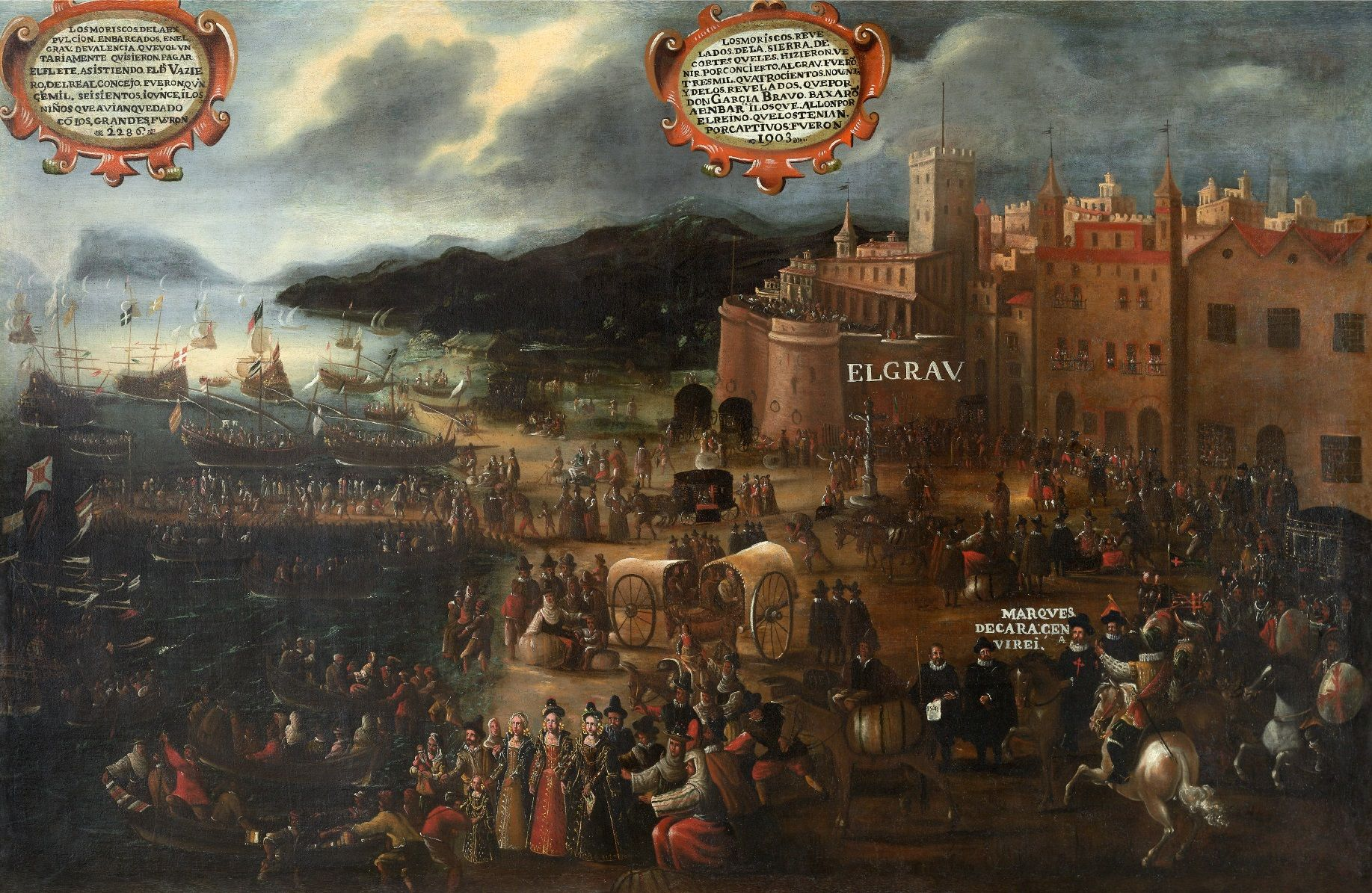
Pedro Oromig, Embarque de moriscos en el grao de Valencia, 1613, Fundación Bancaja

En 1608 se le concede a Algemesí el título de Villa Real, se introduce el sistema de insaculación para proveer los oficiales del gobierno municipal, obtiene el privilegio real de cogobernar con Alcira la Acequia Real del Júcar y, el 12 de noviembre, el rey le concede la celebración de feria anual durante veinte días.
De economía básicamente agraria, el aprovechamiento de las aguas de la Acequia Real del Júcar introdujo el cultivo de la morera y el arroz, que dieron un buen empujón al crecimiento de la villa; a pesar de todo, la expulsión de los moriscos y la compra de Cotes hicieron que el siglo XVII fuera de fuerte endeudamiento para Algemesí. En las Cortes Valencianas de 1626, el Brazo Real pidió la revisión de los límites de Algemesí, debido a los pleitos que tenían desde su segregación de Alcira. La villa de Algemesí pidió el aumento de salario del justicia, de su asesor y del mustassaf. Durante este siglo también pidió franquicia de amortización de capital el convento dominico de San Vicente.
En el siglo XVIII Algemesí vive un periodo de gran prosperidad, ya que la situación económica mejora al finalizar la Guerra de Sucesión. Las tierras dedicadas al cultivo aumentan, sobre todo las dedicadas al arroz, unas 14 000 fanegas, y otras 16 000 de morera, trigo, maíz, cebada, habas y otros cultivos de regadío. El gremio de sastres atrajo gente de todas partes y los terratenientes disfrutaban de una gran prosperidad debido a la devaluación de la moneda. Había dos fábricas de aguardiente, catorce almazaras de aceite y cuatro molinos de arroz y harina.
Durante la segunda parte del siglo la industria de la seda vive sus últimos años, antes de que la enfermedad que afectó a la morera provocara la gran crisis económica. El siglo XIX la villa se vio gravemente afectada por las epidemias de cólera de 1834 y 1885; en este último año el 40 % de las defunciones (317 personas) fue por esta causa.

### Edad Contemporánea
La guerra de la Independencia española (1808-1812) y el largo epílogo de la guerra carlista (1833-1840) representaron una etapa de crisis. Aun así, en general, el siglo XIX supuso la construcción de los fundamentos del municipio actual. La expansión del regadío, las ventas de lo desamortizado, la introducción del guano (1852), la mejora de las comunicaciones por carretera (1844) y la construcción del ferrocarril (1853) supusieron nuevas posibilidades de crecimiento.
Sobre la base de la trilogía arroz, huerta y cítricos se produce, entre 1880 y 1916, el primer impulso mercantil e industrializador del municipio. Al mismo tiempo, la estructura social algemesinense va experimentando variaciones, y continúa recibiendo nuevas corrientes inmigratorias. Este crecimiento obligó a las autoridades municipales a encargar al arquitecto Luis Ferreres el proyecto del ensanche urbano de 1893, teniendo como eje principal la actual calle de los Árboles, con espacios para usos diferenciados que, junto con la calle Montaña, incluía los nuevos fundamentos de las casas eclecticistas, modernistas, decó y racionalistas.
La guerra civil española (1936-1939) cortó por lo sano el crecimiento, y la posguerra, con el aislamiento y la autarquía, recluyeron a Algemesí en un puro y duro agrarismo donde el arroz se convirtió en el único producto de subsistencia. Aun así, Algemesí siguió siendo centro receptor de inmigración de población. Con el tímido aperturismo de finales de los años cincuenta empezó la recuperación, la cual estimuló de nuevo la producción citrícola, la educación y la preparación profesional para las futuras generaciones.
Tras la etapa de transición y la llegada de los ayuntamientos democráticos, Algemesí está disfrutando de una de sus etapas más prósperas y favorables de su historia, lo cual se puede observar en el crecimiento demográfico, llegando a los 28 000 habitantes.

## Gota fría 2024
El pasado 29 de octubre de 2024, la Comunidad Valenciana sufrió una de las peores catástrofes meteorológicas registradas en lo que llevamos de siglo XXI. Las intensas precipitaciones de esta gota fría desbordaron ríos y barrancos, provocando devastadoras inundaciones que superaron los 200 mm en muchas de las zonas afectadas.
Debido a esta Depresión Aislada en Niveles Altos, o también conocida como DANA, alrededor de 75 municipios de las comarcas de Requena-Utiel, la Hoya de Buñol, los Serranos, el Campo de Turia, el Rincón de Ademuz, la Ribera Alta, la Ribera Baja, Valencia, y la Horta Sur, se vieron afectados en la provincia de Valencia. Las inundaciones del pasado mes de octubre, arrasaron con centenares de carreteras, viviendas, vehículos e infraestructuras, dejando 227 víctimas mortales en la Comunidad Valenciana y aproximadamente 1 millón de afectados de manera directa e indirecta.

### Algemesí: la zona más afectada de la Ribera
Algemesí fue una de las zonas más afectadas, considerada como el epicentro de la tragedia en la comarca de la Ribera Alta. A pesar de no ser una de las localidades donde más litros de agua cayeron (169,4 l/m²), la fuerte crecida del volumen de la capacidad hidrográfica del río Magro acabó con gran parte de la ciudad, en apenas unas horas.
La pasada Dana del 29 de octubre inundó las calles y casas de Algemesí, siendo una de las localidades más afectadas y considerada como la zona cero de la catástrofe en la Ribera (Alta). El desbordamiento del río Magro provocó que múltiples zonas de la ciudad, como el casco antiguo o el Raval de San Roque quedaran anegadas por el agua; con una altura que llegó a superar los 2,30 m, y que en cuestión de días se convertiría en lodo. De esta manera, una de las ciudades más importantes de la Ribera Alta, quedó totalmente incomunicada por semanas, con decenas de vecinos sin hogar e innumerables daños materiales.

### Desbordamiento Río Magro
El principal motivo de las inundaciones en la zona de la Ribera, fue el desmesurado aumento del caudal del río Magro, que provocó que ciudades como Algemesí, Carlet o La Alcudia quedaran destruidas por la fuerza de las corrientes del agua. La crecida del caudal de este afluente del río Júcar, fue debido a las elevadas cantidades de lluvia que almacenó, consecuencia de una madrugada regida por intensas e incesantes precipitaciones en el interior de la provincia. El río alcanzó su límite y arrasó con las localidades más cercanas, dejando cifras que alcanzaron los 630,6 l/m² según la AVAMET de Turís, los 445,4 l/m² en Chiva, según la Confederación Hidrográfica del Júcar, o en el caso del embalse de Forata, en el que llegó a registrarse un caudal de entrada superior a los 2000 m³/s.

### Infraestructuras y hectáreas
El temporal asociado a la Gota fría (DANA [Depresión Aislada de Niveles Altos]) del 29 de octubre de 2024 provocó graves daños en centros educativos de Algemesí, como el CEIP Carme Miquel, y el CEIP Sant Josep; ambos ubicados en el barrio del Raval de Algemesí (Valencia). Las precipitaciones superaron los 300 mm en 24 horas, inundaron aulas, causaron goteras y charcos, obligando a suspender las clases y, con éxito, evacuar a todo el alumnado. Aunque no hubo víctimas, los colegios sufrieron graves daños en su estructura e instalaciones, sumándose a problemas previos por filtraciones de agua en 2023, que en su momento exigieron soluciones urgentes. Debido a este suceso, se reubicó al alumnado en el CEIP Ribalta durante el resto del curso académico, medida que fue anunciada por su alcalde, José Javier Sanchis.
Tras las inundaciones, el ayuntamiento de Algemesí cedió una parcela en el raval a la Generalitat (Consellería de Educación de la GV) para la construcción de un nuevo centro educativo; así como un espacio destinado a la construcción de aulas prefabricadas provisionales. Estas medidas respondieron a las demandas de las familias y vecinos afectados de la localidad, aunque aun así, recibieron fuertes críticas.
El 11 de marzo de 2025, el municipio valenciano finalizó la retirada de residuos generados por una DANA que afectó gravemente a la localidad en octubre del año anterior. Según datos de la Generalidad Valenciana, se retiraron y fueron trasladados al vertedero de Villena 800 000 toneladas de escombros en el conjunto de municipios afectados, de las cuales 59 000, (cifra que en algunos medios redondean a 60 000) es decir, el 7,5 % del total correspondieron a la población de Algemesí. Para ello, se utilizaron 2975 viajes de camiones de carga pesada y múltiples vehículos especializados que operaron en el principal punto de recogida de residuos de la localidad, ubicado en el barrio del Raval (Algemesí/barrio del Raval).
Algemesí contó con tres PAL (Punto de Acopio Local), pero se condensaron en uno, cerca de la CV-525 para reducir molestias al vecindario. Según la Consellería de Medio Ambiente, el PAL de Algemesí fue el que más residuos acumuló, con 59000 t.

#### Visita institucional
El conseller de Medi Ambient, Infraestructures i Territori, Vicente Martínez Mus, inspeccionó el último punto de enseres de Algemesí. Durante su visita, destacó que la operación llevada a cabo por la empresa Paprec, especializada en gestión de residuos y subcontratada para coordinar la recogida y tratamiento de los restos materiales, fue “uno de los mayores esfuerzos logísticos en la historia de la Comunidad Valenciana”. La teniente de alcalde, Carmina Borrás también añadió que "lucharon mucho para llegar a este punto”. Ahora, afrontan nuevos retos.
En consecuencia, la Generalitat costeó las tasas de residuos para 1200 viviendas y 450 locales comerciales afectados por las inundaciones del 29-O.

### Impacto en Algemesí
Este episodio de gota fría perjudicó, considerablemente, a aquellas zonas del municipio más próximas al cauce del río Magro, especialmente, a los barrios del Carrascalet, el Raval o el casco antiguo de la ciudad; perjudicado un 96,5 %. Estas fuertes precipitaciones acabaron con la mayoría de las vías urbanas del municipio, entre las que se encontraban bajos comerciales, instalaciones públicas, parques y viviendas, que quedaron totalmente anegados por el agua y barro de la riada, causando daños materiales considerables. Además, se produjeron complicaciones en la circulación entre Algemesí y diferentes zonas de la Ribera, ya que los destrozos a causa del desbordamiento del río Magro y su ubicación en una de las entradas de la ciudad, incomunicaron y cortaron el paso en diversas vías interurbanas.

#### Daños instalaciones públicas, desalojos y crisis
Tras las inundaciones, el Ayuntamiento de Algemesí inició el desalojamiento de 150 familias pertenecientes al barrio del Raval, cuyos hogares habían quedado destruidos e inhabitables a consecuencia del agua y el barro acumulados. Los afectados fueron trasladados a viviendas temporales de municipios cercanos, mientras que otras 30 familias quedaron realojadas en el espacio polideportivo municipal durante semanas. El alcalde, José Javier Sanchis, anunció la construcción de 50 módulos para poner un parche a la situación de forma temporal, aunque suscitó críticas por la lentitud del proyecto: «Ahora la prioridad máxima es salir de esta situación, pero el siguiente paso que debemos dar es el de afrontar la reconstrucción de la ciudad y abordar todas las inversiones necesarias para minimizar el impacto de un nuevo fenómeno atmosférico».
Tras tres meses desde el episodio de gota fría, la biblioteca del Raval continuaba bajo el barro y sin poder abrir al público, según denunció el PSPV  en febrero de 2025. Las pérdidas de la colección bibliográfica, según cifró el Ayuntamiento de Algemesí, superaron el 70 % de la colección bibliográfica y los 400 000 euros. De forma provisional, la biblioteca fue reubicada en el mercado municipal del municipio; en donde aparte de recuperar la cultura, se organizaron talleres y actividades de distinto tipo. Además, el CEIP Carme Miquel, situado en el mismo barrio, también sufrió grandes daños valorados en 2,5 millones de euros, así como la escoleta Els Xiquets se vio del mismo modo afectada y operando en condiciones poco favorables en aulas improvisadas. 

### Consecuencias económicas
Un informe de la Cámara de Valencia cuantificó en más de 320 millones de euros las pérdidas materiales y económicas de la DANA ocasionadas en el sector agrícola e industrial de la Ribera Alta; con 1200 hectáreas de cultivos dañados (principalmente cítricos y arrozales) debido al desbordamiento del río Magro, según también apunta el informe de la Generalidad Valenciana. Esto supuso para la población unas pérdidas en cultivos estimadas en 4 150 426 euros (40 % de la que habría sido su producción anual), según este mismo informe.
El informe además señaló que se estimaron pérdidas de 2 400 000 millones de euros por el fallecimiento de 8300 animales (aprox.) destinados a la actividad ganadera. Asimismo, la destrucción de infraestructuras agrarias, como caminos rurales, acequias y sistemas de riego por goteo, complicaron la ayuda en la zona, agravando los pérdidas en la zona estimadas, finalmente, en 500 millones de euros en el campo valenciano.
Si bien el barro acumulado en los sistemas de riego atrasó la reanudación del sector primario, actualmente el sector ya se encuentra parcialmente recuperado gracias a los 10 millones de euros recibidos en fondos del Ministerio de Agricultura, Pesca i Alimentación —’artículo 24 del Real Decreto-ley 7/2024, de 11 de noviembre, por el que se adoptan medidas urgentes para el impulso, reconstrucción y relanzamiento frente a los daños provocados’—.
65 municipios de la Comunidad Valenciana, incluyendo Algemesí, Utiel y barrios de la periferia de Valencia como La Torre fueron afectados por el evento climatológico y sus consecuencias. Estas localidades, concentraban 54 289 empresas (33 % del total provincial) y más de 350 mil trabajadores: en 32 municipios se registraron más de 1600 comercios, 34 mercados municipales y 11 centros comerciales destruidos y que quedaron inoperativos tras el evento. En concreto, en Algemesí se inundaron naves de logística y diversos almacenes como el polígono industrial, lo que provocó grandes pérdidas.

### Voluntarios y víctimas
La crecida del río Magro, que alcanzó casi los 3 m de altura en el casco urbano de Algemesí, arrasó calles como la avenida de la Constitución y el barrio del Raval, provocando que las infraestructuras colapsaran y 150 familias tuvieran que ser evacuadas de la zona. A pesar de ello, otras fuentes y declaraciones de vecinos del propio barrio del Raval, afirmaron que debido a las condiciones de la noche del 29-O, fue imposible desalojar o evacuar a ningún vecino.
Frente a la magnitud de este dramático acontecimiento, numerosos grupos de vecinos de diferentes partes de España, se organizaron para ayudar en las tareas de limpieza y achique en los hogares y locales damnificados. La participación voluntaria ciudadana fue esencial en esta dura etapa y tarea de reconstrucción, tanto en Algemesí como en el resto de poblaciones afectadas por la Dana, cosa que generó un fuerte sentimiento de solidaridad en toda la Comunidad Valenciana, bajo el lema “solo el pueblo salva al pueblo”.
Las víctimas mortales fueron confirmadas por el Ayuntamiento de Algemesí: tres personas, que fueron localizadas durante las primeras horas en su vivienda. La localidad fue la que mayor número de fallecidos alcanzó teniendo en cuenta que en la Ribera Alta, 9 fueron el n.º total de víctimas mortales.

### Asignación de ayudas estatales
El Gobierno de España estimó el presupuesto para la reconversión de Algemesí en 128,85 millones de euros, así como la reparación de infraestructuras municipales dañadas tras las inundaciones de la DANA.
Inicialmente, el ejecutivo central se comprometió a asumir el 50 % de los costes, pero en noviembre de 2024 aprobó un Real Decreto-Ley para financiar el 100 % de la reconstrucción. Finalmente, se destinaron 127,7 millones de euros al municipio, a los que se sumaron 16,6 millones en ayudas e indemnizaciones, elevando el total a 500 millones de euros tras concluir dichas ayudas a comercios e industrias locales.
El Consistorio de Algemesí celebró su primer pleno municipal pos-DANA en noviembre de 2024, aprobando un nuevo plan económico para la reconstrucción del municipio, valorado en 500 millones de euros. Los retos en la distribución de los fondos fueron señalados por la ACSA (Agrupació de Comerç i Serveis d'Algemesí), quien denunció la ineficacia y el retraso por parte del Consorcio de Compensació de Seguros y la falta de coordinación entre administraciones. En enero de 2025, solo el 12 % de los comerciantes afectados hubiera recibido indemnizaciones, pese a que el 97 % reportó pérdidas económicas.
Mariano Clemente, presidente de la Agrupación Empresarial de Algemesí (Empal), señaló que en marzo de 2025 solo el 70 % de las empresas habían reanudado su normal actividad, y únicamente el 45 % de los establecimientos comerciales permanecían abiertos. En el barrio del Raval, la hermana Clara medina, de la congregación Salesianas, calificó la situación como ‘dramática’, ya que muchos vecinos no contaban con los recursos para reparar sus viviendas.

## Geografía
El término municipal de Algemesí limita con los siguientes términos municipales: al norte con Alginet y Sollana, al este con Albalat de la Ribera y Poliñá del Júcar, al sur con Alcira y al oeste con Guadasuar.
| Noroeste: Alginet  | Norte: Alginet | Noreste: Sollana           |
| Oeste: Guadasuar   | Algemesí       | Este: Albalat de la Ribera |
| Suroeste Guadasuar | Sur: Alcira    | Sureste: Poliñá del Júcar  |

### Relieve
El término municipal de Algemesí se ubica en el Este de la península ibérica, en la llanura litoral valenciana, a unos 18 km del golfo de Valencia. Se extiende por un área de 41,5 km², con unas cotas en el extremo Oeste de 29 m s. n. m. que descienden hasta los 6 m s. n. m. en el punto de menor cota al Nordeste del término. El término municipal de Algemesí es por tanto esencialmente llano, con esta leve pendiente hacia el Nordeste coincidiendo con el ámbito del arrozal, en el área de la Albufera de Valencia. Hidrográficamente se encuentra emplazado en la cuenca del Júcar; el núcleo urbano queda delimitado al Sur por el río Magro, cerca de su confluencia con el río Júcar.

### Red fluvial
Por el término municipal de Algemesí discurren los siguientes ríos y acequias:
- El río Júcar:

Tiene una longitud de 497,5 km, atraviesa las provincias de Cuenca, Albacete y Valencia, y desemboca en el mar Mediterráneo. Era conocido como Sucro por los romanos. Nace a 1700 m s. n. m., en la vertiente meridional del cerro de San Felipe (Montes Universales), en el paraje conocido como los Ojos de Valdeminguete y cerca también del nacimiento de los ríos Cuervo (cuenca del Tajo), Guadalaviar - Turia, Cabriel (cuenca del Júcar) y del propio Tajo, en la Cordillera Ibérica.
El curso bajo, lugar donde se encuentra Algemesí, es la zona con mayor riesgo de inundaciones al configurar la llanura aluvial de la desembocadura del río. En tiempos modernos, la mayor inundación provocada en la zona por el río Júcar ha sido la Pantanada de Tous (20 de octubre de 1982), la cual se produjo al caer más de 100 mm de precipitaciones en la mayor parte de la cuenca del Júcar, llegando incluso a superar los 600 mm en un área de 700 km² aguas arriba del pantano de Tous. Esto causó una gran afluencia de agua y ante la imposibilidad de abrir las compuertas, la presa de Tous comenzó a desbordarse, para venirse abajo a las 19:15h del 20 de octubre, originando una crecida de 16 000 m³/s, la mayor registrada en España hasta la fecha.

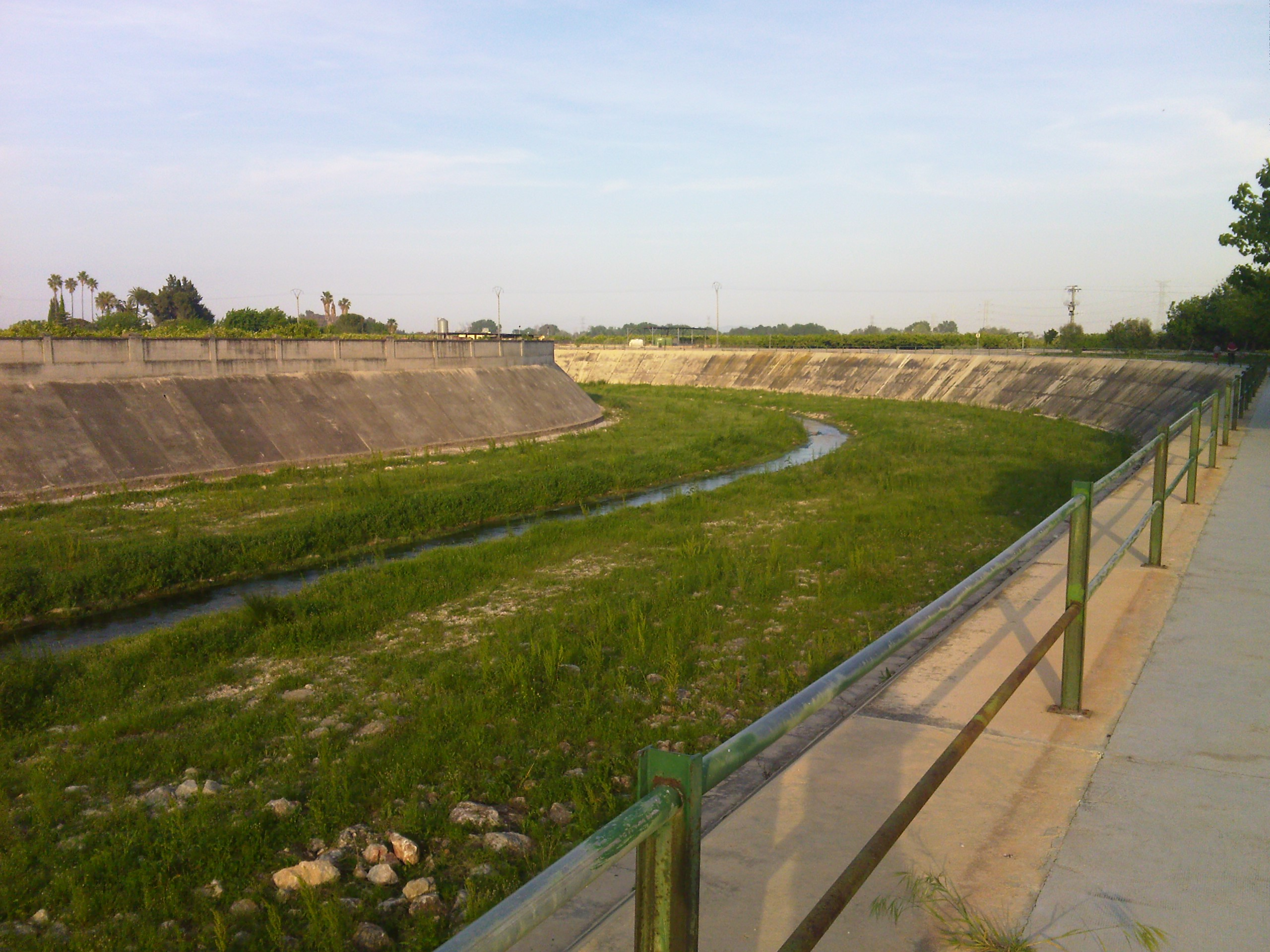
Cauce del río Magro a su paso por Algemesí

- El río Magro o rambla de Algemesí:

De unos 125,9 km de longitud y con una cuenca de drenaje de 1543,7 km², es un afluente del río Júcar, su curso discurre enteramente por la provincia de Valencia, y atraviesa el término de Algemesí de noroeste a sudeste, para morir en el río Júcar. El río pasa por las localidades valencianas de Utiel, Requena, Real de Montroy, Montroy, Llombay, Alfarp, Catadau, Carlet y Algemesí, lo cual condiciona la calidad del agua de dicho río ya que se vierten gran cantidad de desechos en su caudal, el cual es relativamente escaso e irregular.
- El barranco de los Algadins.

Este barranco tiene una superficie de cuenca de 23 km², y la mayor parte de su cuenca está ubicada en el término municipal de Alginet, aunque también discurre por el término de Algemesí. Este barranco recoge las aguas de los barrancos del Agua, del Señor y de la Forca en el entorno del núcleo urbano de Alginet. Aguas abajo de su cruce con la A-7, el cauce del barranco pierde su definición, convirtiéndose en una acequia, la cual está limitada por campos de naranjos. De este modo, aunque no existe cauce, las aguas de escorrentía circulan por una vaguada claramente formada en el término de Algemesí, para desaguar sin cauce definido en la Albufera. El famoso poeta y escritor valenciano Teodoro Llorente escribió un poema sobre este barranco.
- La Acequia Real del Júcar:

La Acequia Real del Júcar es la principal arteria de dicho río, hasta la reciente construcción del Canal Júcar - Turia. Tiene su origen en Antella y desagua en la Acequia de Favara, en Albal, constituyendo un elemento vertebrador de las comarcas de la Ribera Alta, Ribera Baja y la Huerta Sur, ya que con un recorrido de 54 kilómetros riega más de 20 000 hectáreas y sustenta a 21 poblaciones.

### Clima
| Parámetros climáticos promedio de Algemesí, Comunidad Valenciana                  | Parámetros climáticos promedio de Algemesí, Comunidad Valenciana | Parámetros climáticos promedio de Algemesí, Comunidad Valenciana | Parámetros climáticos promedio de Algemesí, Comunidad Valenciana | Parámetros climáticos promedio de Algemesí, Comunidad Valenciana | Parámetros climáticos promedio de Algemesí, Comunidad Valenciana | Parámetros climáticos promedio de Algemesí, Comunidad Valenciana | Parámetros climáticos promedio de Algemesí, Comunidad Valenciana | Parámetros climáticos promedio de Algemesí, Comunidad Valenciana | Parámetros climáticos promedio de Algemesí, Comunidad Valenciana | Parámetros climáticos promedio de Algemesí, Comunidad Valenciana | Parámetros climáticos promedio de Algemesí, Comunidad Valenciana | Parámetros climáticos promedio de Algemesí, Comunidad Valenciana | Parámetros climáticos promedio de Algemesí, Comunidad Valenciana |
| Mes                                                                               | Ene.                                                             | Feb.                                                             | Mar.                                                             | Abr.                                                             | May.                                                             | Jun.                                                             | Jul.                                                             | Ago.                                                             | Sep.                                                             | Oct.                                                             | Nov.                                                             | Dic.                                                             | Anual                                                            |
| --------------------------------------------------------------------------------- | ---------------------------------------------------------------- | ---------------------------------------------------------------- | ---------------------------------------------------------------- | ---------------------------------------------------------------- | ---------------------------------------------------------------- | ---------------------------------------------------------------- | ---------------------------------------------------------------- | ---------------------------------------------------------------- | ---------------------------------------------------------------- | ---------------------------------------------------------------- | ---------------------------------------------------------------- | ---------------------------------------------------------------- | ---------------------------------------------------------------- |
| Temp. máx. media (°C)                                                             | 14.3                                                             | 15.8                                                             | 18.4                                                             | 21.0                                                             | 25.2                                                             | 28.8                                                             | 31.7                                                             | 34.6                                                             | 28.1                                                             | 22.9                                                             | 17.8                                                             | 14.8                                                             | 22.5                                                             |
| Temp. mín. media (°C)                                                             | 5.0                                                              | 5.9                                                              | 7.4                                                              | 9.8                                                              | 13.4                                                             | 17.6                                                             | 20.6                                                             | 20.9                                                             | 18.1                                                             | 13.5                                                             | 8.9                                                              | 5.6                                                              | 12.2                                                             |
| Precipitación total (mm)                                                          | 50.1                                                             | 39.6                                                             | 46.9                                                             | 43.4                                                             | 35.9                                                             | 18                                                               | 6.9                                                              | 22.4                                                             | 56.3                                                             | 112                                                              | 102                                                              | 50.8                                                             | 584                                                              |
| Fuente: Memoria del Plan General de Ordenación Urbana de Algemesí[cita requerida] |                                                                  |                                                                  |                                                                  |                                                                  |                                                                  |                                                                  |                                                                  |                                                                  |                                                                  |                                                                  |                                                                  |                                                                  |                                                                  |

El clima del municipio de Algemesí es templado-mediterráneo (según la clasificación climática de Köppen es un clima tipo Csa), presentando las características típicas que corresponden a la llanura litoral valenciana a la que pertenece, es decir, veranos calurosos con temperaturas que oscilan entre los 30 °C y los 38 °C, con tormentas veraniegas a finales de agosto e inviernos suaves con oscilaciones térmicas entre los 14 °C y los 4 °C, aunque el elemento más característico son las lluvias torrenciales de otoño, a las cuales se les denomina típicamente como gotas frías.

### Flora y fauna
Las principales formaciones vegetales naturales que encontramos en la localidad, actualmente, son fundamentalmente acuáticas, como aquellas que están en contacto con las masas de agua del parque natural de la Albufera, donde se desarrollan comunidades de cañas, eneas, mansiegas y carrizos, los cuales desarrollan sus raíces en el agua dulce o el lodo húmedo. O las comunidades que se desarrollan en el lecho fluvial del río Júcar, es decir, la típica vegetación de ribera, con especies como los chopos, olmos, fresnos, lidoneros, sauces, tarays, juncos, adelfas, zarzas, etc.
En cuanto a la fauna, hay que destacar algunas especies, como los conejos, el fartet, el samarugo, el pato colorado, la cuchara común, el ánade azulón, la garcilla bueyera, la garcilla cangrejera y la garza real, entre otras muchas especies. La importante biodiversidad de Algemesí se debe a que parte de su término está dentro del parque natural de la Albufera.

### Organización territorial
Los barrios de Algemesí son: el barrio de Santa Bárbara, Barri Berca, el casco antiguo del municipio; El Teular, la zona en torno a la plaza de la Ribera; el ensanche de Bernat Guinovart; el ensanche de El Pla; y Chechena, el cual está en proyecto.
También es importante destacar que el municipio cuenta con dos pedanías en el término municipal. El Carrascalet es una pedanía de 553 habitantes (en el año 2008), la cual se encuentra al noroeste del casco urbano, en el margen izquierdo de la línea férrea y al norte del polígono de Xara. Y el Raval de San Roque, con una población en el año 2008 de 1487 habitantes, se encuentra al oeste del casco urbano, también en el margen izquierdo de la línea férrea, pero al sur del polígono de Xara. Además de estas pedanías, Algemesí tiene varios despoblados: Pardines, Cotes, Segreña y Fátima.

## Demografía
Algemesí cuenta con una población de 27 968 habitantes (INE 2024).
| Gráfica de evolución demográfica de Algemesí entre 1842 y 2021                                                      |
| |
| Población de derecho según los censos de población del INE Población de hecho según los censos de población del INE |

A lo largo de la década de los 90, el municipio de Algemesí ha permanecido en torno a los 25 000 habitantes. Con la llegada del nuevo siglo (s. XXI) la ciudad ha comenzado a crecer en cuanto a número de habitantes, pasando de los 24 894 habitantes en el año 1998 a los 27 770 del año 2008. Esto se debe a la llegada de inmigrantes extranjeros, fundamentalmente del norte de África (5,9 % de los habitantes de la ciudad) y de América (2,5 % de los habitantes), y al crecimiento natural de la población del municipio.

## Economía

### Sector primario
De economía básicamente agraria, el aprovechamiento de las aguas de la Acequia Real del Júcar introdujo el cultivo de la morera y el arroz, los cuales fomentaron el crecimiento de la villa. A lo largo de los siglos, las tierras dedicadas al cultivo aumentaron, sobre todo las dedicadas al arroz y la morera, unas 14 000 hanegadas y otras 16 000 de morera, aunque esta última se vio afectada por una grave crisis, la cual hizo que desapareciera totalmente su producción en la localidad. Posteriormente el cultivo de los cítricos fue ganando terreno al del arroz.
Actualmente, de la superficie total del municipio (4177 hectáreas), 3420 hectáreas se destinan a la agricultura, en las que se producen diferentes cultivos, que por orden de importancia son los siguientes:
- Cítricos (naranjas y mandarinas) 3064 hectáreas.
- Frutales (melocotones, caquis, etc.) 152 hectáreas.
- Cereales (arroz) 116 hectáreas.
- Hortalizas (sandía, melón, etc.) 52 hectáreas.

En el conjunto de ingresos de la localidad, la producción y la comercialización de la naranja comporta la mayor movilización de dinero, tanto por su comercialización como por la mano de obra que necesitan sus distintos procesos. En esta localidad se encuentra una de las cooperativas agrícolas (COPAL) de mayor importancia de la Comunidad Valenciana, con 3265 asociados de los que 3600 son productores.
En relación con el uso ganadero se puede indicar la baja presencia de actividad ganadera en el municipio, siendo la principal especie trabajada la gallina, ya que el municipio cuenta con un matadero de gallinas, así como varias empresas dedicadas a la comercialización de los huevos de esta especie.

### Sector secundario
En las últimas décadas la industria se ha desarrollado de forma considerable en detrimento de la agricultura. Los nuevos parques empresariales de la ciudad han atraído a numerosas empresas de toda la región, fomentando así el desarrollo económico de Algemesí gracias a la competitividad de los terrenos para uso industrial. Algemesí es, después de Alcira, la ciudad con más número de empresas de la comarca de la Ribera Alta.
El tamaño de las empresas de la localidad viene definido por el hecho de que el 66,9 % de las empresas tienen menos de 5 trabajadores; por lo tanto, es un municipio donde predominan las pymes. Aunque hay que destacar que el tamaño de las industrias en la comarca es por lo general también pequeño, ya que en el conjunto de la Ribera Alta un 65,3 % de las empresas tienen menos de 5 trabajadores.
Algemesí cuenta con dos polígonos industriales (Xara y Cotes), y otro en fase de construcción (Pepe Miquel), el cual destinará 350 000 m² exclusivamente a empresas agrícolas, como SOS, Agriconsa, etc.

### Sector terciario o servicios
Algemesí es el segundo municipio en el sector servicios con mayor peso de la comarca, con más de un 40 % de la población ocupada en 1996. Algemesí y Alcira, con porcentajes de población ocupada en el sector terciario en 1996 del 42,5 % y 50,3 %, respectivamente, constituyen los dos centros comarcales de servicios más representativos de la Ribera Alta.

## Infraestructuras y medios de transporte
Para trasladarse desde Algemesí a las distintas localidades de la provincia existen varias opciones. De un lado está la red de carreteras, tanto estatales como autonómicas, y de otro lado está la red de Cercanías de RENFE, con un total de seis líneas.
El siguiente informe de la Generalitat analiza la movilidad de Algemesí:

### Carreteras
Las principales carreteras de Algemesí son las siguientes:
| Titularidad de la vía                   | Denominación               | Identificador | Itinerario |
| --------------------------------------- | -------------------------- | ------------- | --- |
| Red de carreteras del Estado            | Autopista del Mediterráneo | AP-7 / E-15   | La Junquera – Barcelona – Tarragona – Castellón – Valencia – Algemesí – Alicante – Cartagena – Málaga – Estepona |
| Carreteras de la Generalidad Valenciana | Eje Almusafes - Alcira     | CV-42         | Almusafes - Benifayó - Algemesí - Alcira                                                                         |
| Carreteras de la Generalidad Valenciana | Algemesí - Río Jucar       | CV-512        | Algemesí - CV-505                                                                                                |
| Carreteras de la Generalidad Valenciana | Algemesí - Sueca           | CV-515        | Algemesí - Albalat de la Ribera - Sueca                                                                          |
| Carreteras de la Diputación de Valencia | Camino de Pardines         | CV-516        | CV-42 - Polígono Industrial Pepe Miquel (Algemesí) - CV-515                                                      |
| Carreteras de la Diputación de Valencia | Camino de Guadasuar        | CV-523        | Algemesí - CV-42 - Guadasuar                                                                                     |
| Carreteras de la Diputación de Valencia | Camino de Alginet          | CV-525        | Algemesí - A-7 - Alginet                                                                                         |

### Ferrocarril
De este modo, gracias a la estación de Algemesí, los ciudadanos del municipio pueden desplazarse, en tren de cercanías, a los distintos puntos del área metropolitana y de la Comunidad Valenciana.
En conjunto, el ferrocarril en la zona se articula en torno a la estación situada en la Plaza de la Estación –ubicada a apenas 500 m del sector–, que funciona como eje de conexión a través de la línea C-2 de cercanías de Valencia. Esta línea, que se extiende 84 km entre las terminales de Valencia Nord y Mogente, conecta múltiples localidades de la provincia y actúa como un importante polo de atracción laboral, comercial y educativo. Además, la infraestructura ferroviaria posibilita comunicaciones de medio y largo recorrido entre Madrid y Valencia; aunque este servicio no realiza parada en el municipio, la cercanía de Xátiva permite que sus habitantes puedan acceder a estas conexiones.
Información extraída del informe. 
| Valencia-Norte - Játiva - La Alcudia - Mogente |
| Valencia-Norte · Alfafar-Benetúser · Masanasa · Catarroja · Silla · Benifayó-Almusafes · Algemesí · Alcira · Carcagente · Puebla Larga · Énova-Manuel · Játiva · Alcudia de Crespins · Montesa · Vallada · Mogente |
| --- |

### Autobuses
Algemesí dispone de varias líneas regulares de autobuses interurbanos, los cuales están gestionados por empresas privadas:
- Línea Algemesí - Alcira - Carcagente.
- Línea Algemesí - Albalat de la Ribera - Benicull - Poliñá de Júcar - Riola - Sueca - Cullera.
- Línea Algemesí - Valencia.

El transporte público interurbano se enfrenta a una demanda insuficiente. Si bien el sistema ferroviario —con especial relevancia en la línea de Cercanías para las conexiones a destinos lejanos como Valencia y su área metropolitana— predomina sobre el transporte por carretera, la principal comunicación entre los tres municipios se realiza mediante autobús. No obstante, esta modalidad presenta baja demanda, debido a la alta frecuencia de paso y a la limitada oferta de paradas.
En un acuerdo definitivo aprobado por el Ayuntamiento el 4 de marzo de 2022, se han propuesto diversas mejoras para ampliar la oferta y optimizar el aprovechamiento de este medio de transporte. Entre las acciones previstas se encuentran el incremento del número de paradas, la incorporación de más autobuses propulsados por Gas Natural Comprimido y la gestión del servicio mediante un Sistema de Ayuda a la Explotación e Información (SAE). Además, se plantea potenciar la intermodalidad del transporte colectivo, integrándolo con alternativas individuales no contaminantes —como el uso de la bicicleta, facilitado mediante la instalación de soportes porta bicicletas en los autobuses interurbanos—.
En lo que respecta a los autobuses interurbanos, se destacan tres rutas principales:
• Carcaixent–Alzira–Algemesí: Operada por Autocares Lozano S.L., esta ruta realiza paradas en puntos estratégicos —como Front Gasolinera, Col. Sta. Ana, Rotonda Guinovart, policía local, estación de Renfe y Front Parc— y dispone de una frecuencia de 6 autobuses en horario matutino de lunes a viernes.
• Cullera–Sueca–Algemesí: Gestionada por Autocares Sarrión, esta ruta recorre los municipios de Cullera, Sueca, Riola, Polinyà, Benicull, Albalat y Algemesí; su frecuencia es reducida —2 autobuses diarios en horario matutino— sin servicio durante los fines de semana.
• Valencia–Riola: A cargo de Autocares Buñol, esta conexión une Valencia, Algemesí, Albalat, Benicull, Polinyà y Riola, operando con 2 autobuses diarios en horario matutino, exclusivamente en días laborables.
Información extraída del informe. 

### Helipuerto
Actualmente también está en proyecto la construcción de un helipuerto, el cual contará con una zona para aproximación y elevación inicial de los helicópteros, una superficie pavimentada de aterrizaje y aparcamiento de helicópteros, hangares para las aeronaves donde se realizarán las tareas básicas de mantenimiento, y una pequeña zona de oficinas.
Los terrenos seleccionados para el emplazamiento del Helipuerto de Algemesí corresponden a la parcela 104 C del municipio. Estos terrenos están situados a 5 km en línea recta al norte de la población de Algemesí y a 4 km al sureste respecto de la población de Alginet. La elevación media del terreno es de 18 m sobre el nivel del mar.

## Administración y política

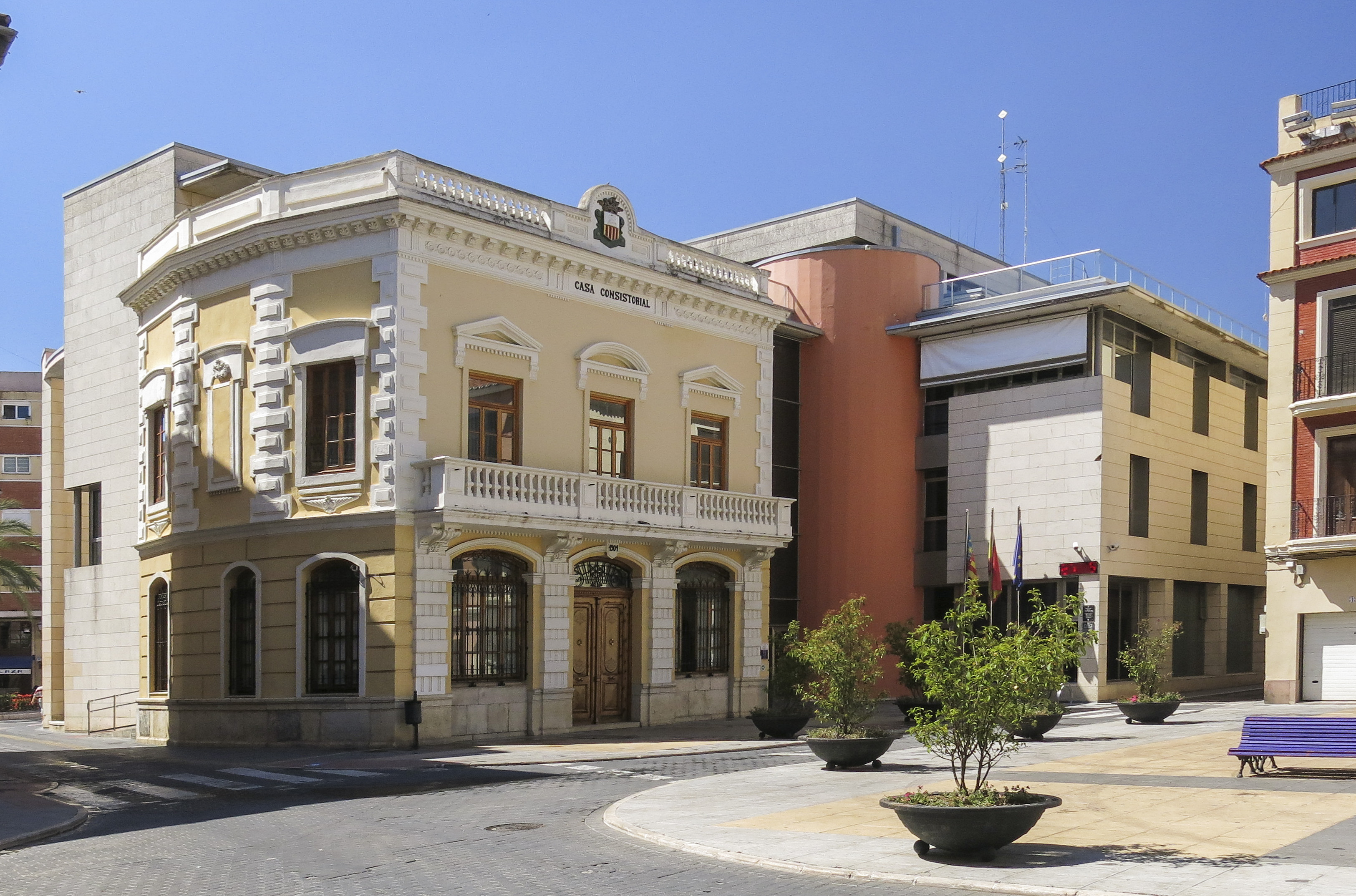
Ayuntamiento

El gobierno del Ayuntamiento de Algemesí se escoge por sufragio universal en elecciones celebradas cada cuatro años. El sistema D'Hondt es el método electoral que se utiliza en España para repartir los concejales de los ayuntamientos, de modo aproximadamente proporcional a los votos obtenidos por las candidaturas.
| Partido                                   | Candidato                  | Votos | Votos   | Concejales | Concejales |
| ----------------------------------------- | -------------------------- | ----- | ------- | ---------- | ---------- |
| Partido Popular                           | José Javier Sanchis        | 4668  | 33,71 % | 8          | 2          |
| Partido Socialista del P. Valenciano-PSOE | Marta Trenzano             | 4146  | 29,94 % | 7          | -1         |
| Vox                                       | Francisco de Borja Revilla | 2193  | 15,84 % | 3          | 2          |
| Més Algemesí                              | Josep Bermúdez             | 1597  | 11,53 % | 2          |            |
| Izquierda Unida del P. Valenciano         | Fina Machí                 | 1102  | 7,96 %  | 1          |            |
| Fuente: Junta Electoral Central (España). |                            |       |         |            |            |

### Alcaldía
| Periodo   | Nombre                       | Partido                         |
| --------- | ---------------------------- | ------------------------------- |
| 1979-1983 | Joan Girbés Masià            | IPA - Independents per Algemesí |
| 1983-1987 | Joan Girbés Masià            | IPA - Independents per Algemesí |
| 1987-1991 | Emili Gregori Tarazona       | PSPV-PSOE                       |
| 1991-1995 | Emili Gregori Tarazona       | PSPV-PSOE                       |
| 1995-1999 | Emili Gregori Tarazona       | PSPV-PSOE                       |
| 1999-2003 | Emili Gregori Tarazona       | PSPV-PSOE                       |
| 2003-2007 | Emili Gregori Tarazona       | PSPV-PSOE                       |
| 2007-2011 | Vicent Ramón García Mont     | PP                              |
| 2011-2015 | Vicent Ramón García Mont     | PP                              |
| 2015-2019 | Marta Trenzano Rubio         | PSPV-PSOE                       |
| 2019-2023 | Marta Trenzano Rubio         | PSPV-PSOE                       |
| 2023-act. | José Javier Sanchis Bretones | PP                              |

## Servicios

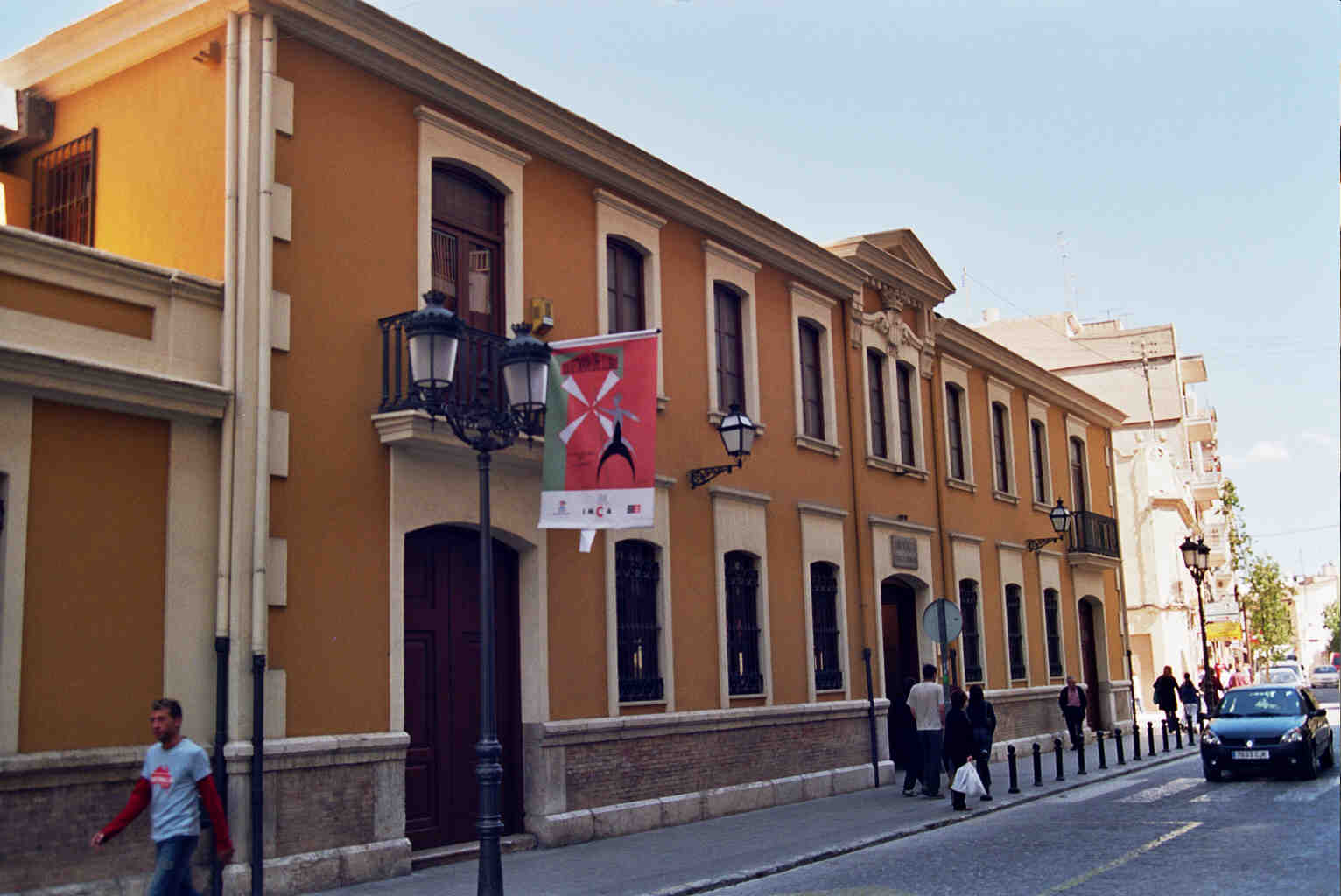
Biblioteca pública municipal de Algemesí

Los equipamientos deportivos de Algemesí son el campo de fútbol del Carrascalet, la casa del deporte, el estadio municipal, el hangar de piraguas, la pista de automodelismo, el polideportivo municipal Joan Girbés, el pabellón cubierto 9 de octubre, la piscina municipal climatizada, la piscina municipal de verano, la zona deportiva del barrio del Raval, el velódromo municipal, la zona deportiva del Bernat Guinovart, y la zona deportiva de los jardines del Plà.
Entre los equipamientos culturales municipales están la biblioteca pública municipal, el Archivo municipal, el centro sociocultural del Carrascalet, el Teatro municipal, el auditorio Moreno Gans, el centro cultural Jaume I, el museo de la Fiesta y el Casino Liberal.
Los centros educativos y de formación son el colegio público Cervantes, el colegio público Novelista Vicente Blasco Ibáñez, el colegio público Ribalta, el colegio público Salvador Andrés, el colegio concertado Maristas Ntra. Sra. de La Salud, el colegio concertado María Auxiliadora, el colegio concertado San José de Calasanz, el colegio concertado Santa Ana, el instituto de educación secundaria Bernat Guinovart, el instituto de educación secundaria San Vicente Ferrer, la escuela taller municipal, el centro de educación permanente de adultos Jaume I y la delegación municipal de la Escuela Oficial de Idiomas.
Los centros sanitarios y de atención socio-sanitaria que hay en el municipio son el centro de salud, el consultorio auxiliar, el asilo San Vicente Ferrer, la residencia y centro ocupacional La Salud, y el hogar del jubilado.

## Patrimonio

### Religioso
- Basílica Menor de San Jaime Apóstol.

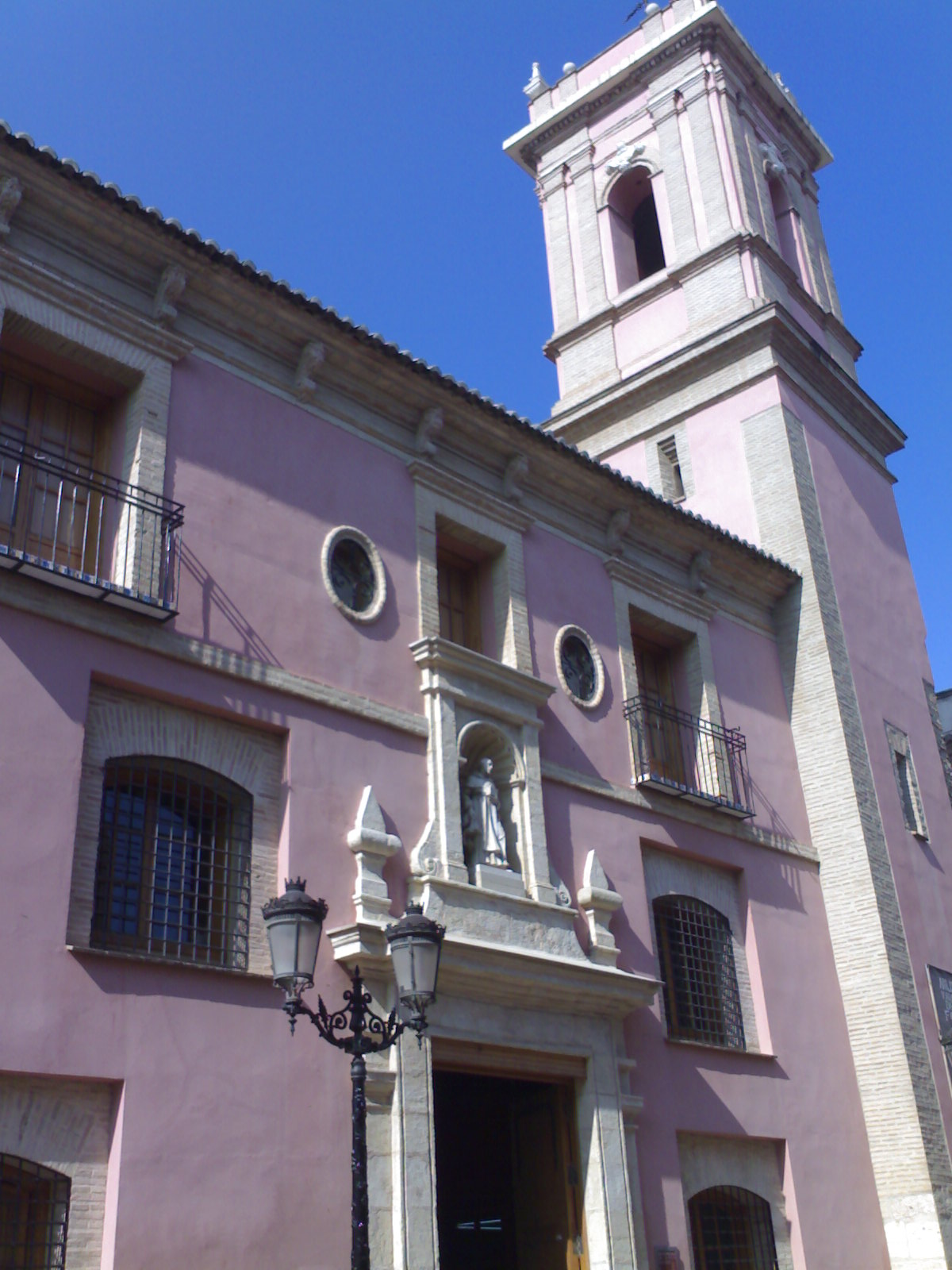
Antiguo convento de San Vicente Ferrer

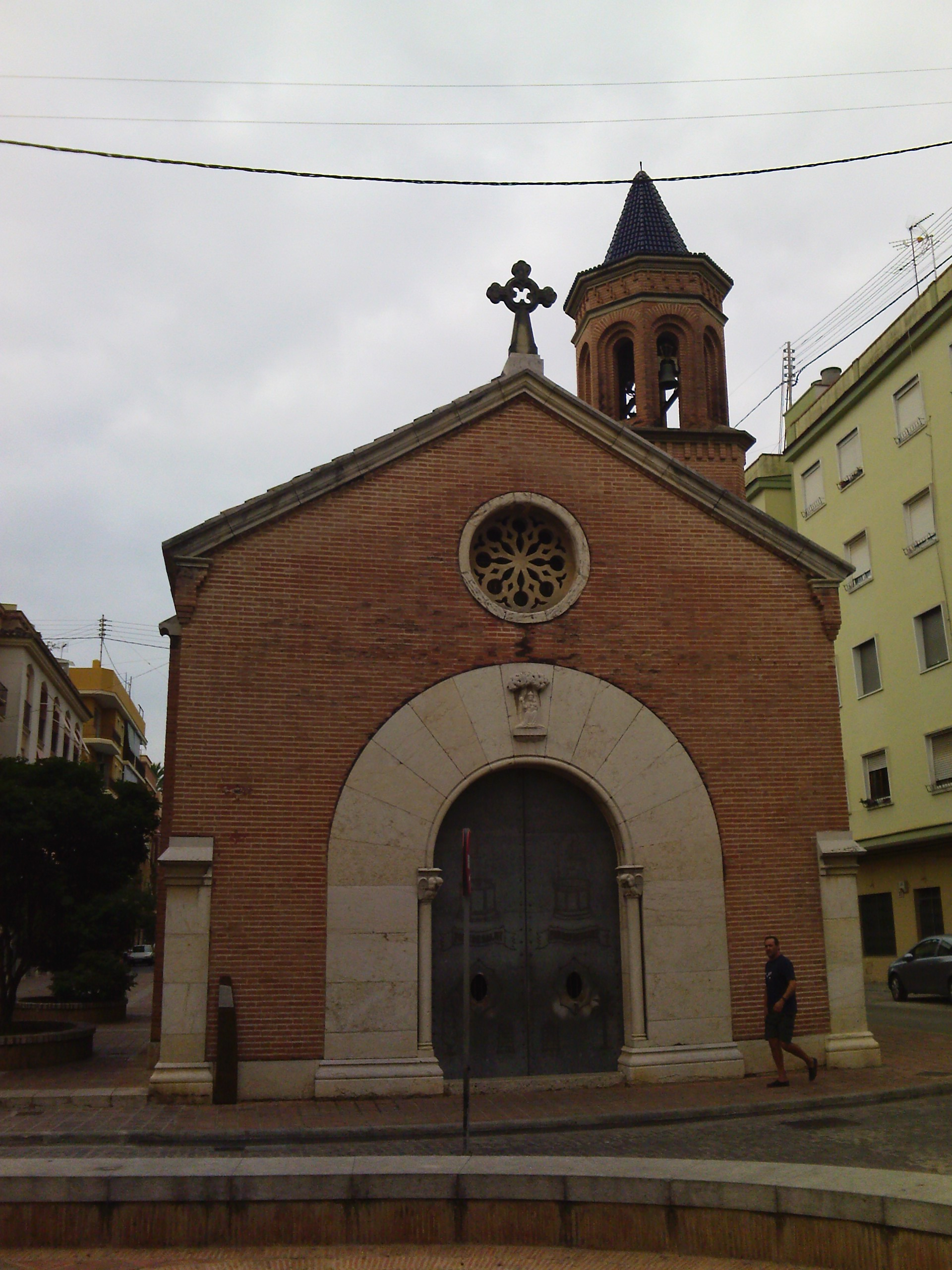
Capilla del Hallazgo

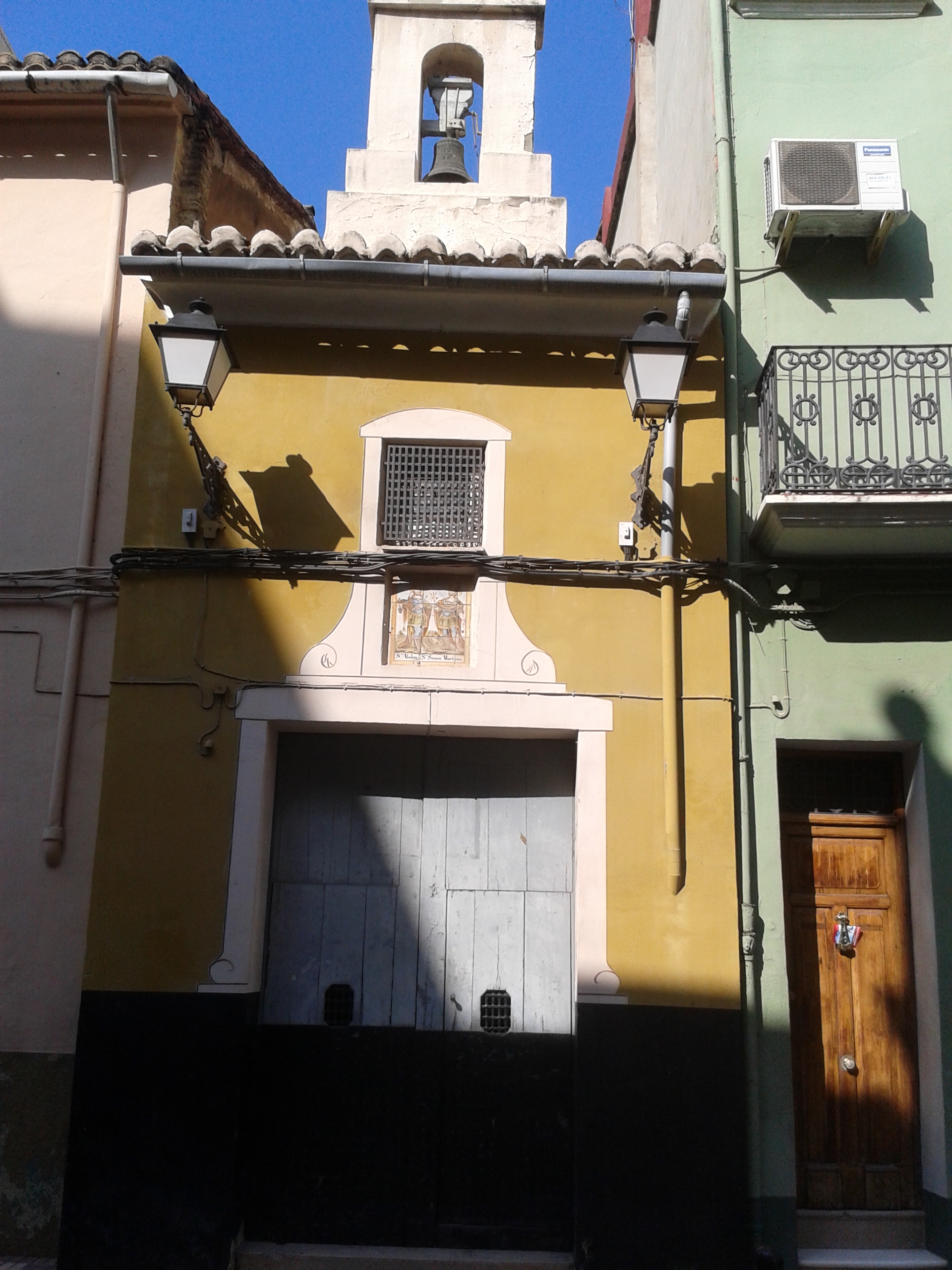
Capilla de los Santos Abdón y Senén

Fue construida de 1550 a 1582 por Doménec Gamieta en colaboración con Juan de Alicante y Joan Matalí, reformada a finales del XVIII (1789) y recubierta modernamente (1890 y 1927). Esta iglesia tiene una pequeña peculiaridad y es que, a diferencia del resto de iglesias en que al entrar hallamos delante de nosotros el altar, lugar donde se personifica la presencia de Dios y desde donde el sacerdote celebra las misas, en este caso este lugar se encuentra a la derecha. La razón de este hecho radica en que en cierto momento se necesitó ampliar la calle que se encuentra justo al lado, y se decidió recortar un pedazo de la iglesia, justo donde se hallaba la puerta. Entre sus tesoros artísticos se encuentra el retablo mayor de la Basílica Menor que refleja pasajes de la vida del apóstol San Jaime. Fue realizado por Francisco Ribalta entre 1603 y 1610 y completado por José Segrelles en 1954. La Basílica Menor de San Jaime y su entorno fueron propuestos y catalogados como Bien de Interés Cultural, en la categoría de monumento, por su gran riqueza histórica y arquitectónica en el año 1980. Se dice que esta Basílica soporta su Campanario sin pilares. Lo que la hace realmente especial.
- Convento de Fons Salutis.

Monasterio cisterciense de las Bernardas. Es un típico elemento modernista de Algemesí, situado en la misma Ronda de Alcira, frente al calvario. Aunque no tiene una intención artística se puede entrever que no le falta una influencia estilística de la época. Vicente Baldoví realizó la capilla del convento. Es importante destacar el hecho que Micaela Baldoví, fundadora del convento, fue martirizada en él durante la guerra civil, junto a otros religiosos de la localidad, ya que fue utilizado como cárcel durante la contienda bélica.
- María Micaela Baldoví Trull (Algemesí, Valencia, 28 de abril de 1869, 9 de noviembre de 1936).

Religiosa víctima de la represión durante la guerra civil española. El 16 de octubre de 1936, fue detenida junto a su hermana Encarnación y recluida en el Monasterio Cisterciense de Fons Salutis (transformado en cárcel), donde ocupó la misma celda en la que había residido como abadesa. Durante su encarcelamiento, destacó por su fortaleza espiritual, consolando a otras reclusas y dedicándose a la oración con devoción ejemplar. El 9 de noviembre de 1936, ambas hermanas fueron sacadas de la prisión y asesinadas en las inmediaciones de Benifayó mientras eran trasladadas en un vehículo. Su vida y martirio son recordados por su testimonio de fe y resistencia en un contexto de persecución religiosa.
Hoy en día está abandonado, y no se sabe que uso se le dará, aunque parece ser que la opción que finalmente ha resistido es la de la construir en su parcela la nueva escuela de Mª Auxiliadora.
- Antiguo convento San Vicente Ferrer.[105]

Erigido por orden del patriarca Ribera en 1590. Ha sufrido varias reformas y se ha destinado a diferentes usos desde cuartel de la Guardia Civil hasta asilo.
Durante la guerra civil española, Algemesí sufrió la destrucción de varios edificios religiosos, según documentos de la Causa General. El Convento de Sant Vicent Ferrer, parcialmente clausurado el 25 de julio de 1936, fue cerrado con una pared y una puerta en su zona derruida, permitiendo la apertura del último tramo del Carrer Nou del Convent. Durante estas obras, se restringió el acceso, especialmente a curiosos por los restos del edificio.
El 2 de agosto de 1936, la Basílica de San Jaime fue incendiada, y sus imágenes y objetos de culto quemados en el río. La Virgen de la Salud, oculta inicialmente, fue destruida posteriormente. Otros templos afectados incluyeron:
- Iglesia de los Escolapios (4 de agosto. 1936).
- Ermita de San Roque (2 de agosto de 1936).
- Ermita de San Onofre (28 de julio de 1936).[107]
- Virgen del Pilar del Carrascalet (20 de septiembre de 1936).

Además, entre agosto y octubre de 1936, se realizó una campaña de confiscación de estampas e imágenes religiosas en domicilios particulares, reflejando la persecución religiosa del periodo.
Entre los años 2000 y 2002 fue totalmente restaurado por la escuela taller de la localidad, para usarlo como sede del Museo Valenciano de la fiesta, el cual fomenta el estudio y la divulgación de las fiestas valencianas, y la conservación de objetos y documentos propios.
- La ermita de San Onofre Anacoreta.[110]

Este edificio se construyó a lo largo de los siglos XVI-XVIII, en la calle Valencia, en la entrada del municipio, lugar donde según la tradición se apareció San Onofre en el año 1571. A finales del siglo XIX se construyó el antiguo cementerio municipal en el entorno de la ermita.
En el verano del año 1936, durante la guerra civil, se destruyó el interior de la ermita para convertirla en una taberna, como las existentes en las inmediaciones del Camino Real. Aunque posteriormente, durante los años 60, siendo alcalde Amadeo Llácer Castañer, se restauró el interior de la ermita, y durante la alcaldía de Juan Girbés Masiá el exterior.
San Onofre Anacoreta, patrón de Algemesí, tiene sus raíces en una devoción popular que se remonta al siglo XVI. Según la tradición local, en 1671 se produjo una aparición del santo a un vecino, lo que impulsó la construcción del templo original en 1579, de diseño muy distinto al actual. A finales del siglo XIX, el entorno de la ermita albergó el antiguo cementerio municipal, integrando el edificio en un espacio de relevancia comunitaria.
- Capilla del Hallazgo.

Esta ermita es una construcción neogótica, levantada de nuevo tras su destrucción durante la Guerra Civil, sobre los cimientos de la antigua iglesia románica, lugar donde según dice la tradición se halló la imagen de la patrona en un tronco de morera en el siglo XIII (La Troballa/ El Hallazgo): la Mare de Déu de la Salut.
Esta pequeña ermita de 1947 es un gran tesoro arquitectónico proyecto del arquitecto Juan Segura de Lago. El templo actual, de ladrillo y estilo ecléctico (mezcla mudéjar, neoclásico e interior neogótico), alberga una réplica de la talla original destruida en 1936.
Cada 8 de septiembre, la Virgen procesiona hasta la Basílica de San Jaime en una festividad centenaria. Las primeras referencias documentales de la celebración se remontan a 1610, con registros de gastos de la fiesta organizada por vecinos de la calle de Berca (donde se ubicaba la capilla del Hallazgo). En 1680, la festividad dejó de ser local para convertirse en un evento comunitario de todo Algemesí. Su consolidación definitiva llegó en 1747, al conmemorarse el quinto centenario del hallazgo de la imagen, institucionalizándose la procesión general que perdura hasta hoy.
Actualmente, la capilla se ha propuesto para que se declare como Bien de Interés Cultural (BIC), pero será la Conselleria de Cultura, a través de su Dirección General de Patrimonio, el organismo encargado de declarar la zona como Bien de Interés Cultural.
- Ermita de los Santos Abdón y Senén.

La ermita dedicada a los santos de la piedra, se debe a la promesa realizada por un carlista en la primera mitad del siglo XIX. Acoge las imágenes de los titulares San Abdón y San Senén, obra del escultor Inocencio Pérez Cuesta, restituidas tras la guerra civil. La portada de la capilla ostenta un retablito de azulejos cerámico, de estilo barroco, con la efigie de ambos mártires vistiendo atuendo romano y portando en la izquierda un cetro y en sus diestras, uno, un racimo de uvas, y el otro, unas espigas.
- La ermita del Huerto de Porriñas.

Esta ermita abandonada es una antigua capilla agrícola, la cual se utilizaba para el rezo del ángelus. La ermita se encuentra en el Camino de Oliveras de Manuela, pasando el polígono industrial de Cotes (dirección a Algemesí-Almusafes).
- La ermita del Cristo de la Agonía.[117][119]

Construida en 1792, y ubicada en la ronda del Calvario, 29, esta ermita albergó una imagen del Cristo de tamaño natural, de autor desconocido, venerada con especial devoción en Algemesí. Según Miguel Belda (1908), la capilla fue centro de prácticas religiosas como los Viacrucis cuaresmales y procesiones desde la parroquia de San Jaime hasta el templo. La imagen original fue destruida en la Guerra Civil, así como la ermita, aunque se salvó su mascarilla, permitiendo su reconstrucción por José María Bayarri. Finalmente, fue reconstruida el año 1944.
En 1830, una tormenta durante el Viernes Santo llevó a los vecinos a pedir protección al Cristo, instituyéndose una fiesta de acción de gracias que se celebraba en agosto, coincidiendo con la Transfiguración del Señor. El 6 de agosto de 2023, el barrio de la Capilla revivió la tradición con una misa solemne y volteo de campanas en San Jaime, señalando el interés por recuperar esta celebración histórica.
Parroquias:
- Parroquia María Auxiliadora.

Ubicada en la calle Lope de Vega, la Parròquia Maria Auxiliadora d'Algemesí fue fundada el 29 de diciembre de 1953 por Don Ramón Sancho Juan, quien asumió como párroco en febrero de 1954. El nombre de la parroquia fue elegido por el arzobispo de Valencia, Don Marcelino Olaechea, devoto de María Auxiliadora. Debido a la falta de fondos y terrenos, funcionó temporalmente en el monasterio de Fons Salutis.
La comunidad, finalmente, recaudó dinero para comprar terrenos y construir el templo, que se inauguró en 1956. Durante los primeros años, se proyectó la construcción de un templo, locales parroquiales, áreas de descanso y una escuela. En 1963 se completó el edificio parroquial y, el 13 de octubre de 1965, se abrieron las puertas de la escuela primaria.
- Parroquia de San Pío X.

Ubicada en la calle de San Jaime Apóstol y regentada por los padres Escolapios, fue construida en un terreno que perteneció a la familia del mártir Ferragud, y el templo actual se erigió gracias a su herencia.
- Parroquia de San José Obrero.

La parroquia está ubicada en calle Maratón, cerca del barrio del Raval de San Roque, en Algemesí (Valencia). Es un templo católico construido en 1962 bajo diseño del arquitecto Pérez Alarcón. Dedicada al patrón de los trabajadores, da nombre a una de las festividades más emblemáticas del municipio: las fiestas de San José Obrero: festividad litúrgica de la Iglesia católica instaurada por Pío XII en 1955. Se conmemora el 1 de mayo, coincidiendo con el Día Internacional de los Trabajadores.
En Algemesí, el barrio del Raval organiza un programa de actividades que se extiende del 30 de abril al 2 de mayo, incluyendo:
- Actos religiosos: Misa solemne (1 de mayo, 13:00 h) y procesión con la imagen del santo que culmina con un castillo de fuegos artificiales.
- Eventos comunitarios: Comidas populares (con preparación de más de 170 paellas en calles aledañas), conciertos y talleres infantiles.
- Actividades lúdicas: Castillos hinchables, circuitos en bicicleta, espectáculos juveniles y cierre con discomóvil (2 de mayo).
- Parroquia de Nuestra Señora del Pilar.

La pedanía del Carrascalet tiene una pequeña parroquia ubicada en la plaza de España:
La iglesia de la Virgen del Pilar, ubicada en la calle Mayor, fue construida en 1755 en reemplazo de un templo anterior que databa del siglo XVI. El edificio, de planta rectangular y una sola nave, cuenta con una torre campanario y se distingue por albergar pinturas del siglo  XVIII junto con otras de épocas más recientes.

### Civil
- Casa consistorial.

La simétrica fachada ecléctica es el resultado del diseño hecho por Lluís Ferreras en 1902 sobre la antigua fachada neoclásica preexistente de J.B. Lacoste datada en 1805. En el año 2003 se construyó un nuevo edificio de arquitectura moderna, el cual concentra gran parte de concejalías así como un anexo, en el cual está la policía Local y la Comisaría Nacional, así como un quirófano completo para urgencias durante las fiestas taurinas. En este nuevo edificio se ha conservado e integrado la estructura principal del edificio del viejo ayuntamiento.
- Casino liberal.

Edificio modernista, de principios del siglo XX (1911), diseñado por el arquitecto Julio Vives Chillida. Entre los años 2006 y 2008, fue restaurado para albergar la sala de exposiciones municipal, convirtiéndose en un espacio cultural emblemático de la localidad. y en él se ubican distintos departamentos del Ayuntamiento de Algemesí.

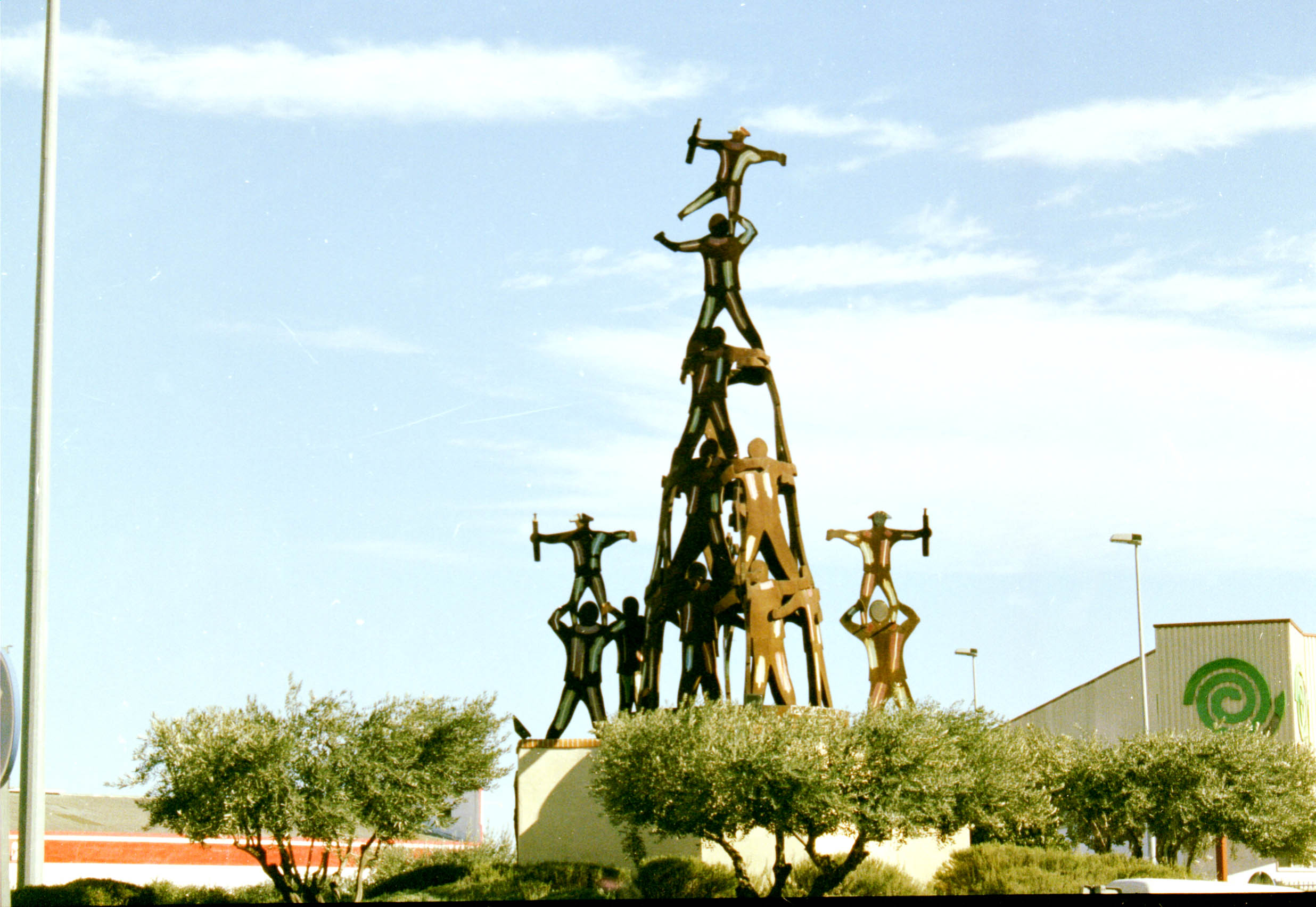
Monumento a la Muixeranga

En su planta baja albergó un café histórico, reconocido por las postales de la época y mobiliario del ebanista valenciano Luis Suay. En 2021, acogió dos muestras destacadas: una retrospectiva de Antonio Barroso —que donó decenas de obras a la ciudad— y "EMERGENT", con creaciones de jóvenes artistas locales formados en la Facultad de Bellas Artes de San Carlos (UPV), consolidándose como espacio clave para el arte contemporáneo.
- Monumentos a los distintos bailes.[133]

Actualmente existen tres monumentos (obra del escultor desaparecido Fernando García Monzó) dedicados a la Muixeranga, al Tornejant y al Bolero. La Muixeranga está ubicada desde el año 1997 en una de las rotondas a la entrada del municipio desde Alginet, está compuesta por 19 figuras haciendo la Muixeranga de 5 pisos titulada L’Alta, tiene una altura de 14,50 m y pesa 9500 kg. El Tornejant está situado, también desde el año 1997, en la calle Abadía, y tiene una altura de 3,25 m y un peso de 530 kg. El Bolero, está situado en la plaza del Carbón (desde el año 2000), tiene una altura de 3,50 m y una anchura de 2 m, y pesa 850 kg.
- Monumento al agricultor.

Se encuentra en el cruce entre la avenida de la Generalidad Valenciana y el parque Bernat Guinovart. Se trata de dos herramientas de trabajo gigantes y de hierro, como las que utilizaban los agricultores para labrar la tierra con la ayuda del caballo. El monumento al agricultor es obra del escultor Leonardo Borrás.
- Monumento al organista Cabanilles.

El organista Cabanilles fue el hijo de un herrero mallorquín que hace unos 400 años llegó a Algemesí y se convirtió en el organista más importante de la España del siglo XVII, aunque el mérito se le reconoció más en el resto de Europa que en su propia tierra. El monumento está puesto en el parque Salvador Castell, en la parte trasera de la capilla del Hallazgo. También es una obra del escultor Leonardo Borrás.
- Pared de Pardines.

Se trata de lo único que queda de un antiquísimo pueblo de cristianos denominado Pardines, y esta pared es una de las paredes de su iglesia. El retablo de esta iglesia se conserva en la basílica menor de San Jaime en la plaza Mayor de Algemesí. Cerca de allí se estableció un pueblo denominado Albalat de Pardines, el cual con el tiempo se ha convertido en Albalat de la Ribera. La Pared se encuentra en el margen del camino de Pardines (CV-516), justo en la bajada del viaducto que sobrepasa la AP-7.
- Pared de Cotes.

Es el único resto histórico de este pueblo desaparecido, denominado Cotes. Este lugar llegó a tener cerca de 300 casas además de un mesón y un castillo. Esta población comenzó a decrecer hasta su desaparición a causa de la expulsión de los moriscos y de las epidemias. Los últimos habitantes que quedaron se trasladaron a Algemesí. La pared se encuentra a medio camino entre el nuevo cementerio municipal de Algemesí y la carretera de Benifayó (CV-42).
- La plaza de toros.

El Coso taurino de Algemesí, de estructura desmontable y de madera, se caracteriza por su forma rectangular, poco común en el ámbito taurino. Su diseño, obra del arquitecto Joan Segura Lago en 1943, adapta sus lados a las fachadas de la plaza Mayor, formando un cuadrilátero singular. 

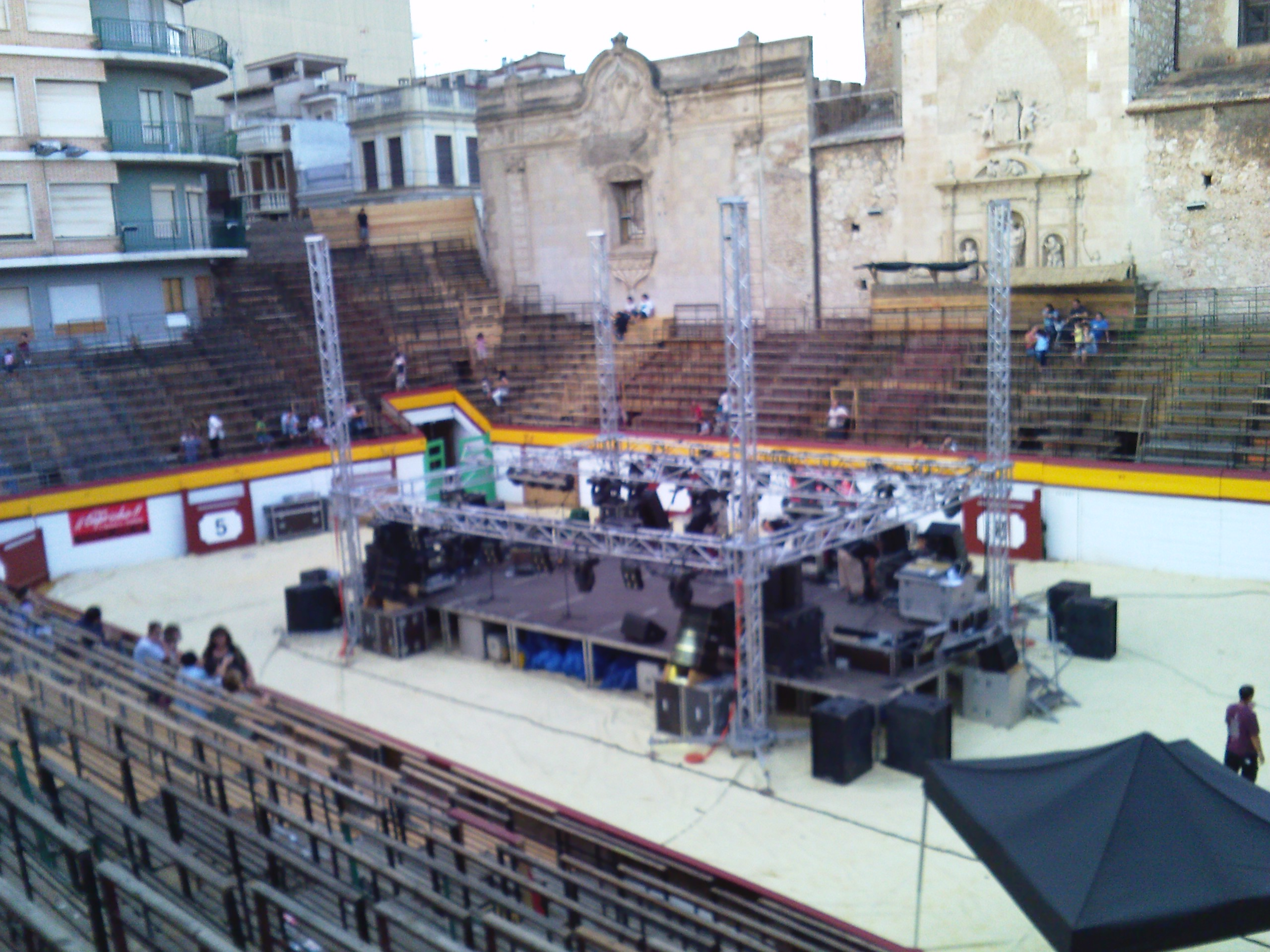
Plaza de toros

Algemesí acoge cada septiembre la Semana Taurina, una de las ferias de novilladas más importantes del mundo. Durante diez días, la plaza acoge encierros, novilladas, una corrida con matadores consagrados y numerosos espectáculos nocturnos. Además, la intensa actividad en las casetas y el ambiente festivo consolidan esta celebración como una de las más singulares del calendario taurino español.

### Rutas históricas y vías pecuarias
- La Vía Augusta o Vía Hercúlea.

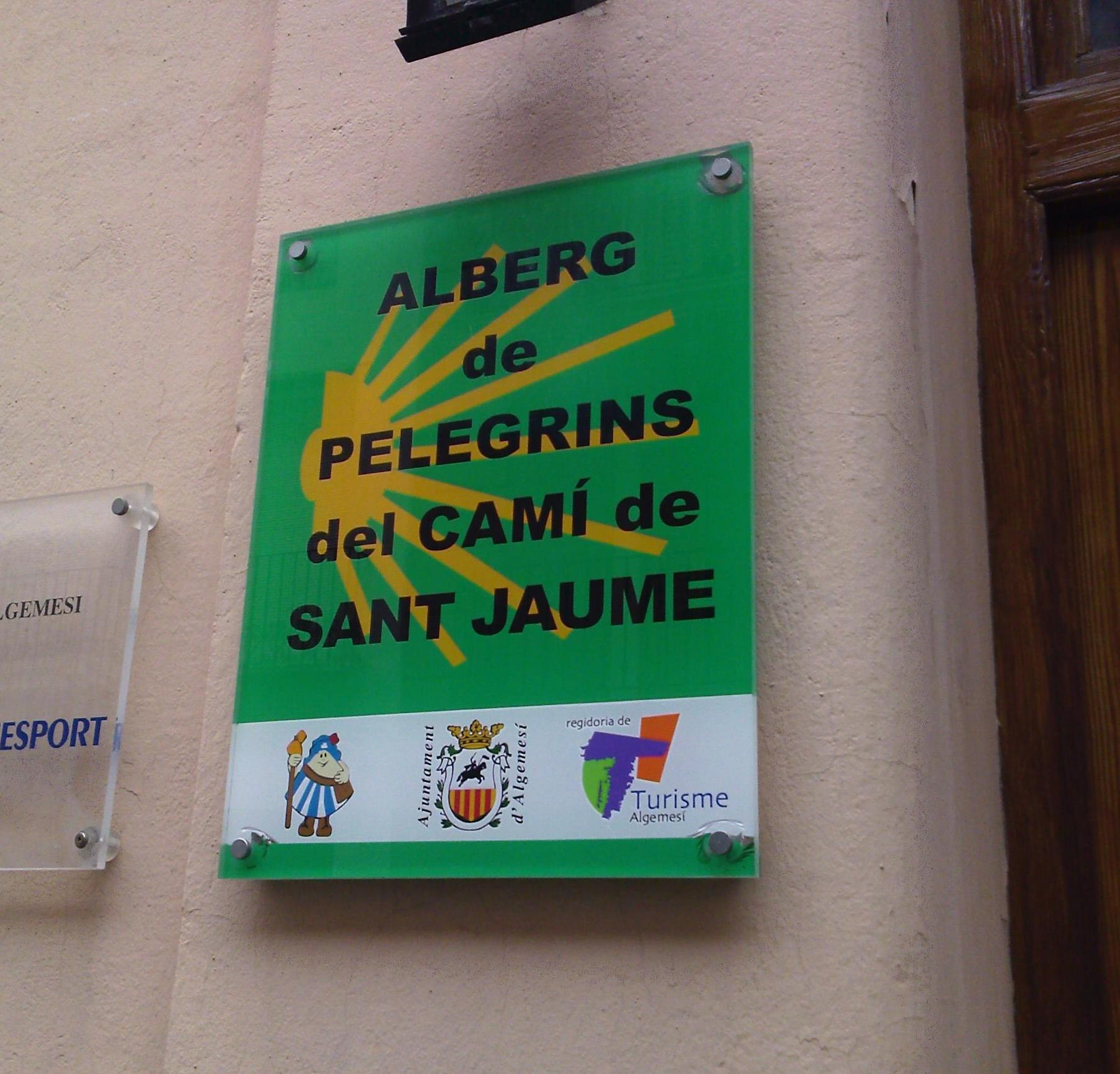
Albergue de peregrinos

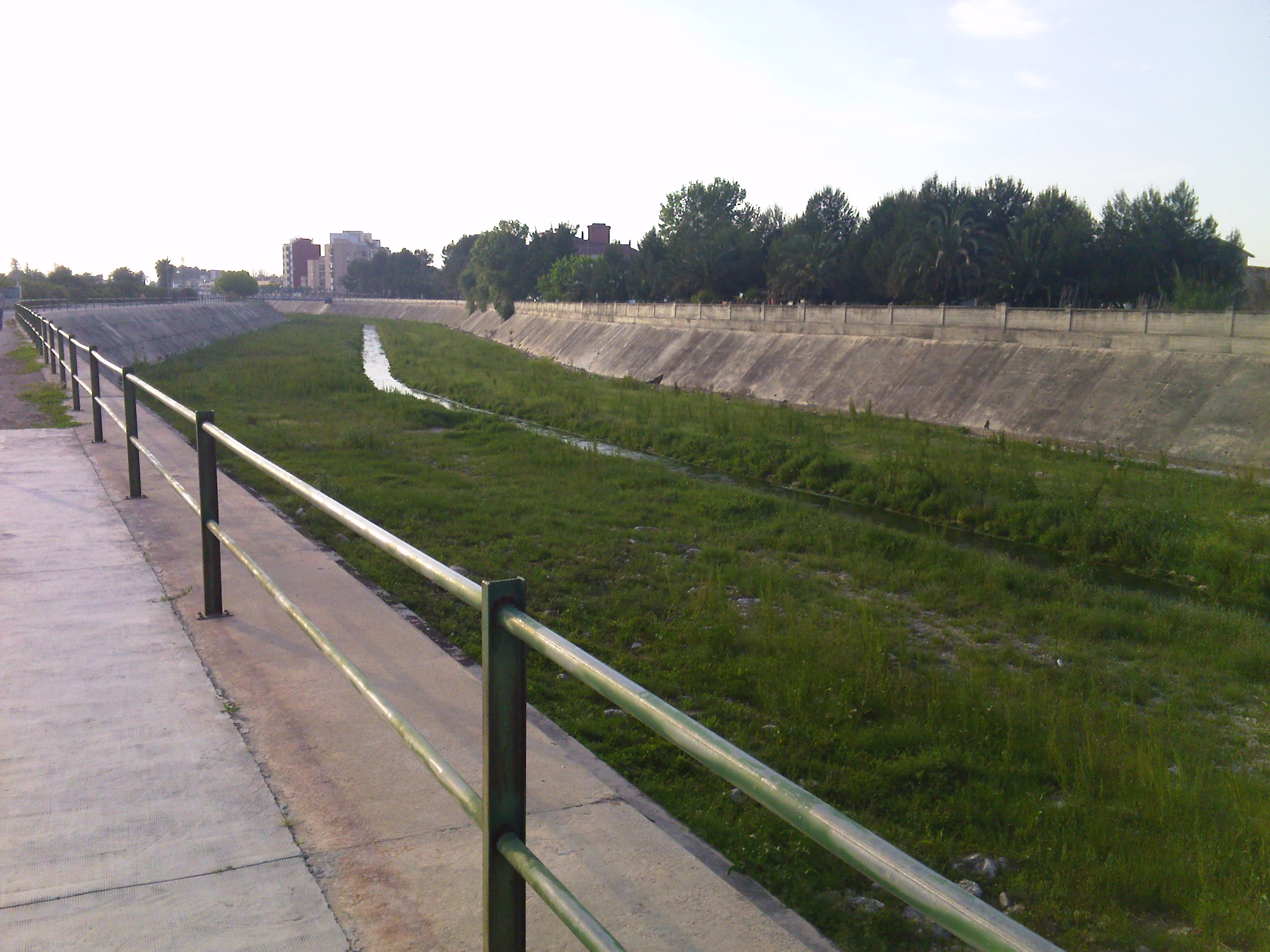
La cañada Real de Castilla coincide con el cauce del Magro por Algemesí

Los romanos fueron los primeros en conseguir una perfecta red de comunicación terrestre. La Vía Augusta atraviesa la Comunidad Valenciana a lo largo de 500 kilómetros hasta la población de Fuente la Higuera, la antigua Ad Turres, uniendo buena parte de las ciudades romanas más importantes: Saguntum, Valentia y Saetabis. Esta vía cruzaba de norte a sur las tierras de Algemesí, pasando también de norte a sur por la ubicación actual de la ciudad. En los últimos años a raíz de las fuentes históricas consultadas, ha sido identificada y localizada la mansio de Sucro, la cual aparece tanto en el Itinerario de Antonino, como en los Vasos de Vicarello, y su ubicación no se conocía hasta la fecha. De este modo, se ha conocido que esta mansio se encuentra al oeste de la ciudad, en el término municipal de Albalat.
- El Camino de San Jaime o Ruta Jacobea Levantina.

Es uno de los trazados de mayor longitud existentes en España para conducir a los peregrinos hacia tierras compostelanas. La primera etapa del camino comienza en la ciudad de Valencia, y finaliza en la ciudad de Algemesí, lugar donde antiguamente existía un hospital para tratar los problemas que les acarreaba el viaje a los peregrinos, y donde hay desde el año 2003 un albergue para los peregrinos. Un hecho que demuestra la importancia del camino para la localidad, es que la basílica menor esté consagrada a San Jaime, es decir, a Santiago. El camino atraviesa la ciudad de norte a sur a través del antiguo trazado del Camino Real de Madrid a Valencia. Después se adentra en tierras manchegas y cruza la Meseta en sentido noroccidental, para terminar convergiendo con la Ruta Jacobea de la Plata, en Zamora.
- La Cañada Real de Castilla.

El paso de la Cañada Real de Castilla atraviesa casi todas las localidades de la Ribera, y en concreto la cañada recorre más de seis kilómetros del término de Algemesí. Esta vía pecuaria procedente del término de Guadassuar entra en Algemesí siguiendo el paso del río Magro, adaptándose a su caudal, y cruza de manera sucesiva la vía de alta velocidad que en la actualidad continúa construyéndose, la carretera de circunvalación CV-42, la CV-523, y la línea del ferrocarril. Finaliza este trazado al llegar al lado de la desembocadura del Magro en el río Júcar.
- La Vía pecuaria colada de Alginet a Albalat.

Esta es otra de las vías pecuarias que recorre el término municipal de Algemesí, la cual tiene una anchura legal de 6 m y una longitud aproximada, dentro del término, de 6,9 km.
Procedente del término de Alginet entra en Algemesí a través del camino del Assagador con un rubo este-oeste, al lado de la acequia de Sollana. La colada en su camino hacia Albalat de la Ribera atraviesa la línea del ferrocarril de la Encina-Valencia, el camino viejo de Benifayó, la carretera CV-42 (Almusafes-Alcira) y la AP-7. Siguiendo este camino oeste-este, y dejando Porriñes a la derecha y el Roche a la izquierda, llega al cruce con el camino de los Yeseros y se inclina a la izquierda hacia el término de Albalat de la Ribera, abandonando así el de Algemesí.

### Espacios naturales
- El parque natural de la Albufera.[150]

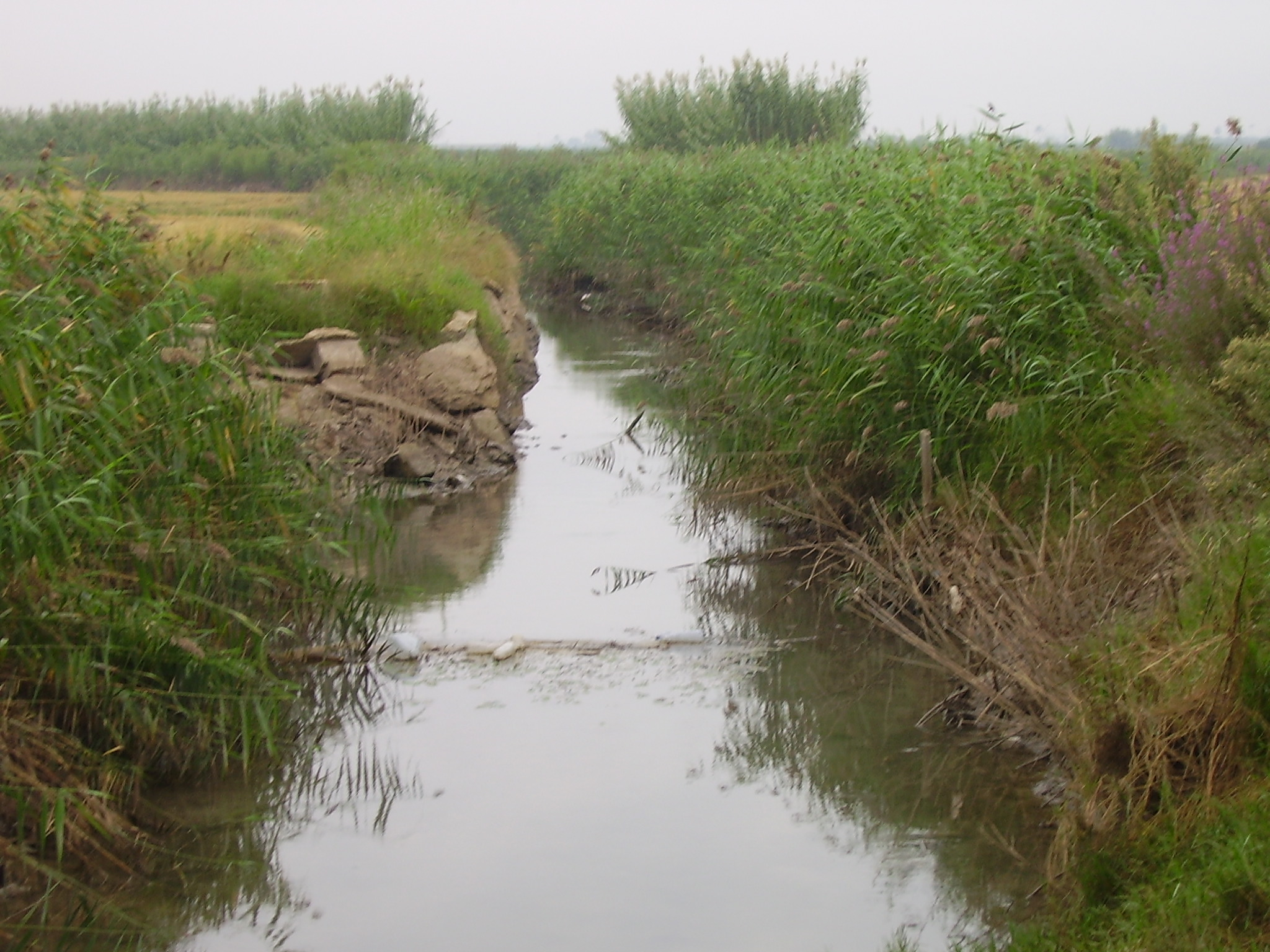
Acequia del Barranc, parque natural de la Albufera de Valencia, en el término municipal de Algemesí

El extremo noreste del término municipal, concretamente la partida del Barranco, está dentro del parque natural de la Albufera. Allí está situada la Reserva del samarugo, una laguna artificial de 11 800 m², que se dedica a la recuperación de esta especie que se encuentra en peligro de extinción. En esta laguna, también se trabaja con otras especies autóctonas en peligro, como por ejemplo el fartet, la colmilleja, la almeja de río, la gamba gabacha, etc.
La asociación fil per randa, a través de una votación on-line ha declarado a la Albufera de Valencia, como una de las siete maravillas de la Comunidad Valenciana, concretamente la perteneciente al apartado Parques y parajes naturales.
- El paraje natural municipal Bosque de Ribera de La Chopera.[158]

Es un espacio natural de Algemesí situado en la desembocadura del río Magro en el Júcar y que ocupa un espacio cada vez más reducido debido a la acción del hombre, aunque en el año 2009 realizaron unas obras de acondicionamiento y regeneración del paraje, gracias a las cuales dicho paraje vio ampliada su extensión. En relación con las especies que encontramos en dicho paraje, predominan en el sustrato arbóreo los chopos, olmos, sauces, almez, arbustos como avellanillos y zarzas y en una antigua repoblación se plantaron numerosos ejemplares de eucaliptus en la zona recreativa. También se puede encontrar diversas especies de aves.
- El bosque de cítricos.[159]

La agricultura que encontramos en Algemesí es de regadío, y predomina fundamentalmente la naranja, la cual es la fruta primordial del municipio, ya que tanto para la Comunidad Valenciana, en general, como para la Ribera del Júcar, en particular, ha supuesto el motor económico desde finales del siglo XIX. Aunque debido a la devaluación económica del naranjo en los últimos años se está sustituyendo este cultivo por otro más novedoso, el caqui. Pese a esto, el municipio sigue repleto de campos de naranjos, los cuales al florecer inundan toda la ciudad con su aroma a azahar.

## Cultura

### Santos patrones - fiestas patronales
Las fiestas, declaradas de interés local en 2010, destacan por su capacidad para congregar a miles de personas en torno a símbolos como la iglesia, eje espiritual y geográfico del evento. La parroquia, además de su función religiosa, sirve como espacio de encuentro para iniciativas sociales y culturales durante todo el año.
En la Iglesia católica, se cree en la intercesión de los santos. Por lo tanto, el santo patrón de un grupo de personas es un santo que tiene una afinidad especial para ese grupo y sus miembros. De este modo, los Santos Patrones de Algemesí son: 
- Virgen de la Salud.

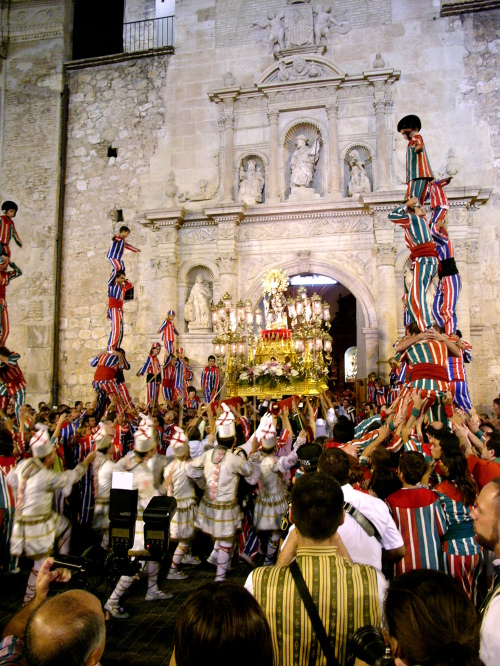
Imagen de Nuestra Señora de la Salud de Algemesí en procesión

Según cuenta la leyenda, en el año 1247, en el sitio que hoy ocupa el pozo llamado de la Virgen de la Salud, en la huerta de la partida de Berca, había una morera hueca. En aquel sitio, un vecino de Algemesí observó que dentro de su tronco había la figura de una persona, y al acercarse vio que era la imagen de la Virgen María. Al observarla, se dio cuenta de que estaba sentada sobre un banco de madera, que sobre el muslo izquierdo tenía sentado al Niño Jesús, y que en la mano derecha tenía cogido un lirio. Según dice la tradición, tres veces se la llevaron a la villa de Alcira, y otras tantas veces volvió a encontrarse en la morera, motivo por el cual la imagen se quedó en Algemesí.
En los primeros momentos no se le dio ninguna invocación a la imagen, puesto que unos la llamaban la Madre de Dios y otros la Virgen de los Dolores. Finalmente fue el azar quién eligió la invocación, ganando la denominación Virgen de la Salud.
Actualmente, la imagen que se venera en la localidad es una réplica, ya que durante la Guerra Civil se destruyó la imagen original de la Virgen de la Salud, al igual que la capilla donde se encontraba.
Las fiestas de la Mare de Déu de la Salut, celebradas anualmente los días 7 y 8 de septiembre en Algemesí, declaradas Patrimonio Cultural Inmaterial de la Humanidad por la UNESCO el 28 de noviembre de 2011, combinan tradición religiosa, música, danza y participación popular, consolidándose como un símbolo identitario de la ciudad y de la cultura mediterránea. La celebración incluye tres procesiones con danzas tradicionales como la Muixeranga, els Bastonets, la Carxofa, les Pastoretes, els Tornejants o les Llauradores, que se preparan y ejecutan de forma autónoma.
- San Onofre.

Algemesí honra a San Onofre Anacoreta, su patrón desde el siglo XVIII y venerado por su protección frente a epidemias y sequías. Se representa como ermitaño en el desierto: una destacada pintura de Francisco Ribalta en el museo parroquial inmortaliza su figura, que también preside la fachada de la Basílica de San Jaime junto a la patrona local. La tradición narra que un ángel le entregaba la comunión, reforzando su vínculo con el simbolismo eucarístico.
Su imagen original —destruida en 1936— fue reemplazada en 1941 por una obra de Pérez Contel. Se le celebra el 12 de junio, y su presencia en el retablo mayor de la basílica subraya su relevancia histórica y devocional. Su leyenda, compartida también en pueblos como Cuart de Poblet y Museros, refuerza la conexión entre lo milagroso y la identidad local. Una leyenda olvidada, recogida por Benet Ballester y el rector Belda, cuenta como la devoción a San Onofre fue motivada por la aparición del santo, en el mismo día y hora, en el lugar donde está la ermita y en dos pueblos de la Huerta de Valencia: Cuart de Poblet y Museros.
El patronato de San Onofre realmente se inició en el año 1643, cuando se recibieron las letras apostólicas de su santidad Urbano VIII, las cuales tenían por objetivo el fijar las fiestas e instar a las poblaciones a que determinaran las fiestas de sus patrones. De este modo, el Consejo municipal, designó y bautizó a San Onofre como santo patrón de la localidad.

### Fiestas locales
- Las Fallas.

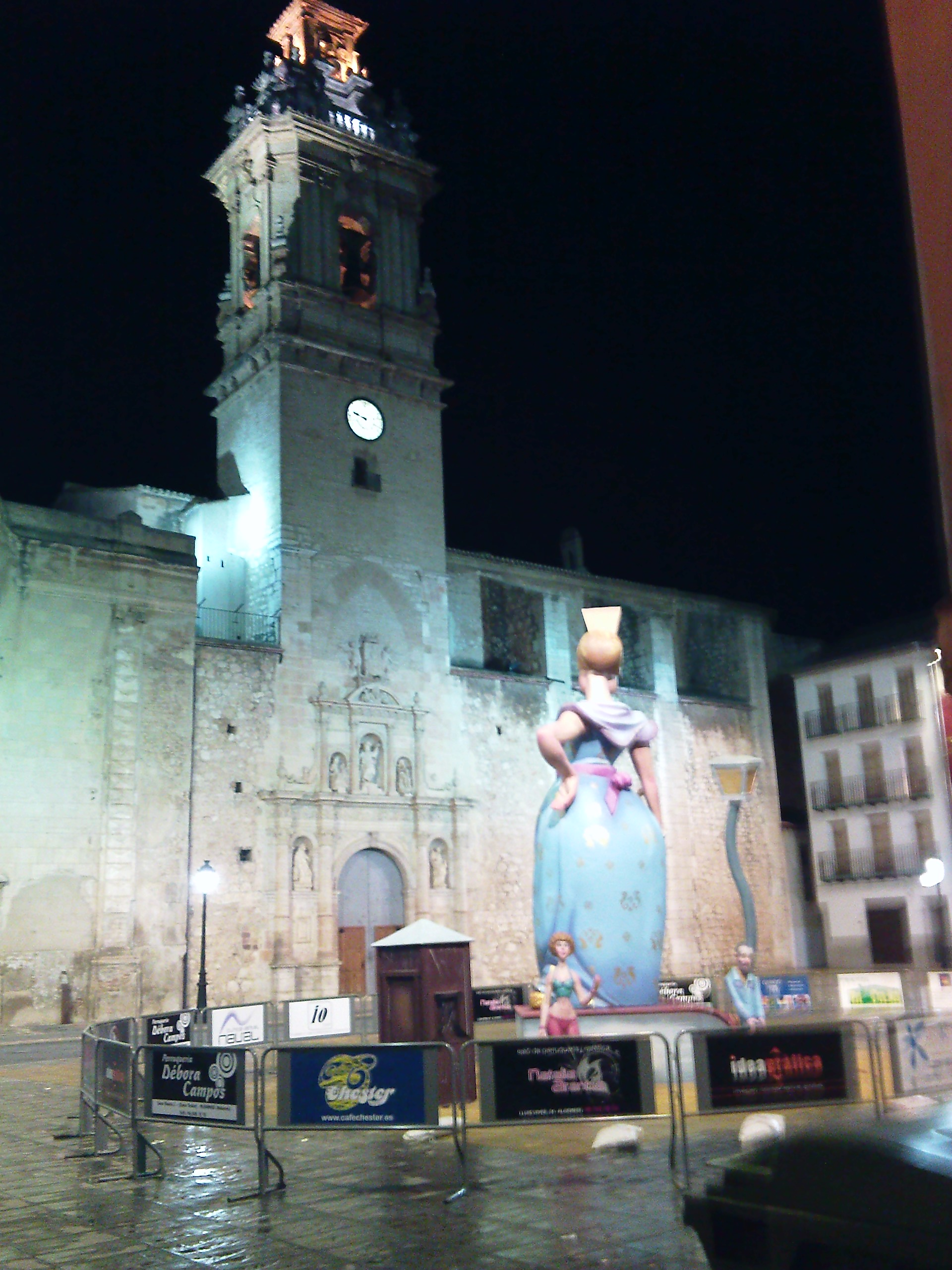
Falla del mercat 2011

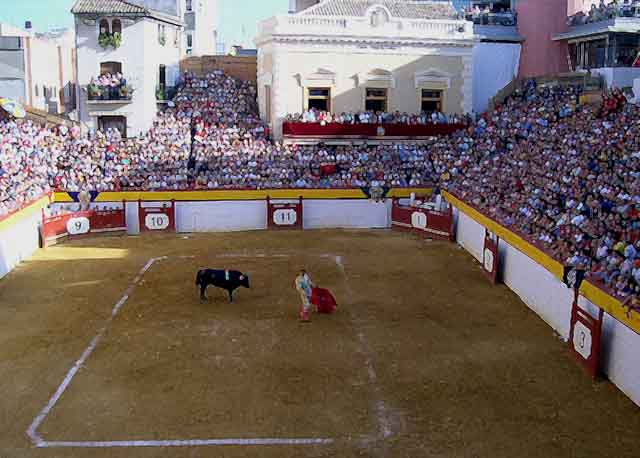
Plaza de toros

Las Fallas en Algemesí tienen su origen en 1933, cuando el Ayuntamiento permitió al Gremio de Carpinteros de Envases organizar la festividad. Dos años después, en 1935, se plantó la primera falla en la plaza Mayor. La celebración se vio interrumpida por la Guerra Civil y la posguerra, hasta su reanudación en 1973 con la aparición de nuevas comisiones falleras. Con el tiempo, estas agrupaciones se han ido formalizando mediante reglamentos internos. En 2016 se fundó la Junta Local Fallera con personalidad jurídica propia, fortaleciendo así el arraigo y continuidad de esta tradición festiva en la localidad.
Del 17 al 19 de marzo, como otros municipios valencianos, las once comisiones falleras de la localidad celebran estas fiestas en honor al patrón de los carpinteros, San José. Estas fiestas concentran múltiples y variados actos que se realizan por toda la ciudad, entre los que destacan la presentación y exaltación de las falleras mayores, la crida, la plantá, la ofrenda de flores a la Virgen de la Salud, las despertaes, las mascletás y la cremá.
- La Semana Santa.

La Semana Santa de Algemesí, con raíces que se remontan al siglo XVI, ha evolucionado desde sus inicios en la Plaza Mayor en 1935, pasando por interrupciones durante la Guerra Civil y la posguerra, hasta su reactivación en 1973 con nuevas cofradías.
Actualmente, ocho cofradías organizan una Semana Santa solemne y digna, destacando el pregón, el vía crucis desde la ermita del Cristo, el sermón de las Siete Palabras, y la procesión del Santo Entierro, la Vera Cruz, con un final muy emotivo en la plaza Mayor.
En 1959, se fundó la Junta Central de Cofradías de Algemesí y se estrenaron nuevas cofradías como la del Santo Cáliz de la Cena Sant Grial y la del Santísimo Cristo de la Agonía. Durante toda la semana, las cofradías de las distintas parroquias inundanban —y aún lo hacen— la ciudad con procesiones como la del Domingo de Ramos, el Vía Crucis o la del Silencio.
- La Feria de San Onofre.

El origen de la celebración del día del patrón era fundamentalmente de carácter religioso, centrado especialmente en la procesión que trasladaba la imagen del santo desde su capilla hasta la basílica para la celebración de la misa mayor; pero con el tiempo, la celebración ha adoptado un sentido mucho más civil. No se sabe cuándo se introdujo el hábito de hacer una feria con paradas para vender frutos secos del tiempo, agua de limón y otras colonias, siendo el precedente de la actual feria de la ciudad, pero la instalación de paradas donde comprar productos dieron origen a la actual feria.
Hoy en día, del 1 al 12 de junio, el parque Salvador Castell acoge diversas atracciones, así como puestos de venta ambulantes.
- Las Fiestas de Nuestra Señora de la Salud.[175]

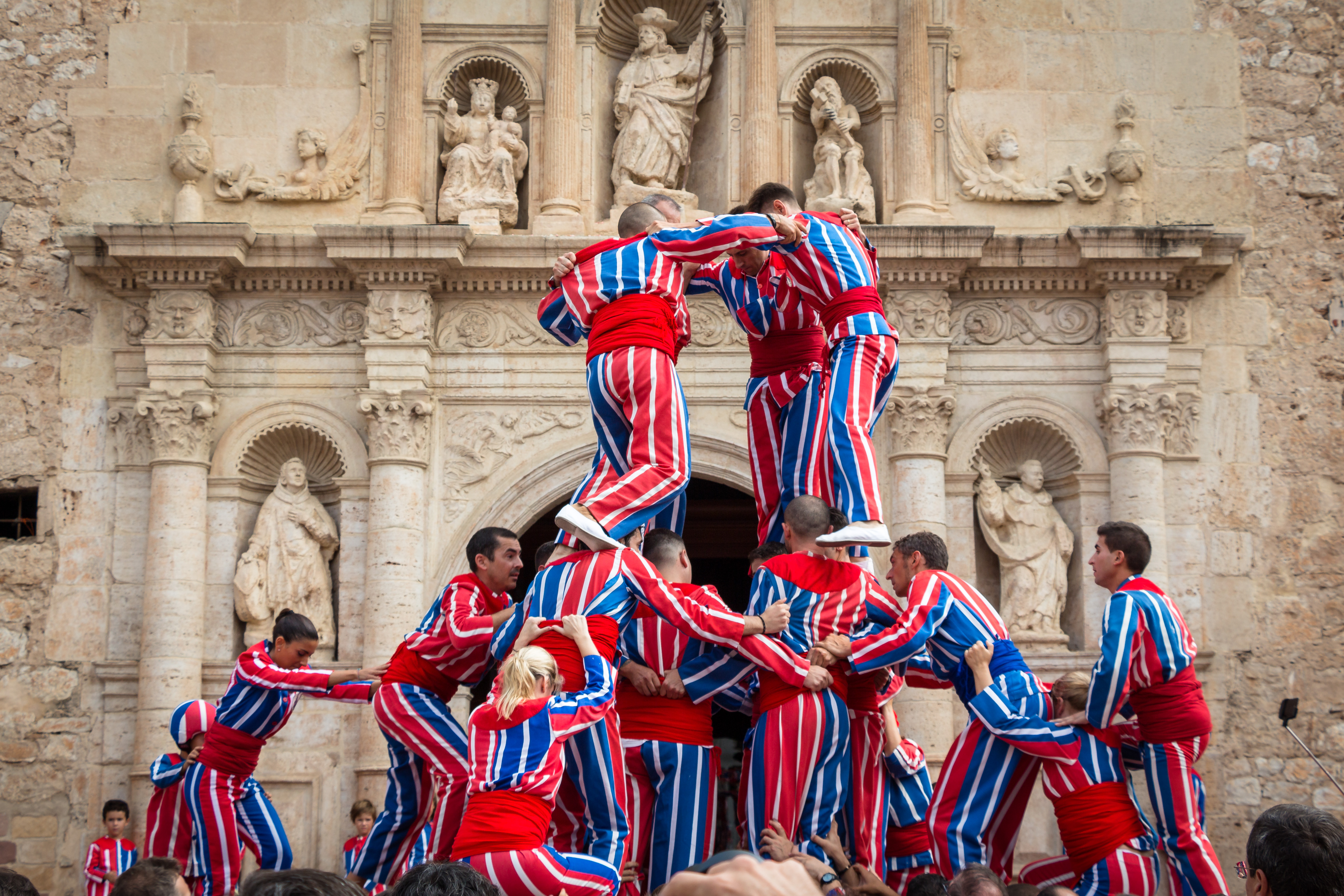
Fiestas de Nuestra Señora de la Salud: En la llamada Processoneta del Matí (Procesión de la Mañana), los miembros de la Muixeranga de Algemesí se disponen a construir una de las tradicionales torres humanas. Museo Valenciano de Etnología

Los días 7 y 8 de septiembre se celebran tres procesiones en honor a la patrona del municipio, donde se pueden observar varias danzas, como: los Bastones, la Carxofa, los Arqueros, los Labradores, los Pastorcillos, los Torneados y la "Muixeranga" (castillos humanos y bailes).
Esta fiesta se declaró el 22 de febrero de 1977 como Fiesta de Interés Turístico Nacional, el 5 de octubre de 2008 como Maravilla Valenciana de acontecimientos culturales y patrimonio inmaterial, el 2 de julio de 2009 como uno de los 10+2 Tesoros del Patrimonio Cultural Inmaterial de España, y el 27 de agosto de 2010 Bien de Interés Cultural. En junio de 2010 se inició la tramitación para su declaración como Patrimonio Cultural Inmaterial de la Humanidad por la Unesco. Finalmente, se inscribió en la Lista Representativa del Patrimonio Cultural Inmaterial de la Humanidad el 28 de noviembre de 2011.
- La Semana Taurina.

Durante 9 días se torean novillos, contando un día con la actuación de dos toreros de renombre. El Coso taurino de Algemesí tiene una forma característica y que la dota de singularidad en el mundo de los especialistas en corridas de toros. Ideada en la forma actual en 1943 por el arquitecto Joan Segura Lago, la plaza es en la actualidad un cuadrilátero con los lados paralelos a las fachadas de los edificios que forman la plaza Mayor. Esta fiesta ha resultado especialmente polémica debido a las becerradas que se celebran durante dicha semana. Estas consisten en que los cadafaleros, una especie de miembros de peñas taurinas y lidian a varios becerros, para lo que se preparan durante meses para aprender el arte de la tauromaquia junto con profesionales del toreo. Duramente criticadas por diversos colectivos pro derechos de los animales, este evento se realiza a puertas cerradas a la prensa que no sea aprobada por el ayuntamiento de la ciudad. Tanto la Semana Taurina, como Las Fiestas de Nuestra Señora de la Salud, cuentan con pabellones dedicados en el Museo Valenciano de la Fiesta, en la calle Nou del Convent, 71.

### Gastronomía

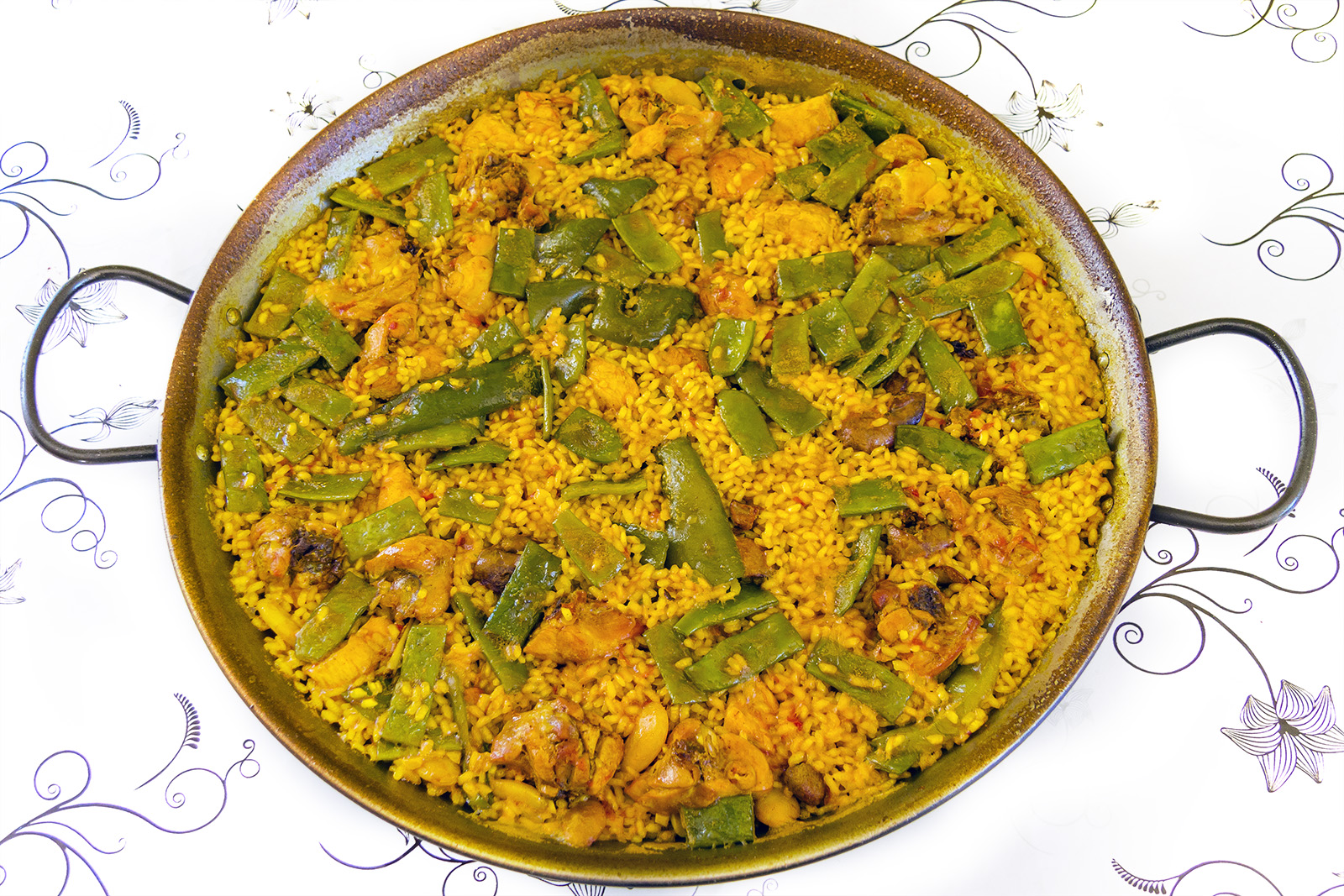
Paella valenciana

En el apartado gastronómico destacan, como en toda la Ribera, los arroces, aunque el más conocido internacionalmente es la paella, un guiso de arroz seco, cocinado sobre un fuego de leña en una paella metálica sin mango, de donde viene su denominación. Existen múltiples recetas, pero la fundamental en la región se compone de arroz, pollo y conejo, judías verdes y garrofón. En la Ribera incluye también pimiento fresco, caracoles y albóndigas de carne.
También es importante destacar la repostería, con los siguientes productos: rosquillas de anís, la fogaseta, un tipo de galletas medianas de anís, la coca fina, la coca cristina, la coca boba, el turrón de panecillos, el turrón de gato, las rosquillas de calabaza y el helado biscuit glacé.
La repostería salada también tiene tradición en Algemesí, siendo típica la coca con sal, un tipo de coca de pan con aceite y sal, las Cocas de Cacao y las rosquilletas, entre otros pasteles y tortas.
Además en la semana de toros, que se celebra las dos últimas semanas de septiembre, es popular el colpet, una bebida un poco más grande que un chupito, compuesta por vodka, granadina y tónica, que se toma realizando un ritual, el cual consiste en tapar el vaso y darle tres golpes contra la barra, para beberlo seguidamente de un trago.

### El Apitxat

Distribución geográfica del apitxat

En Valencia, además de hablarse el castellano (idioma oficial de España), se habla el valenciano, el cual es la lengua propia y cooficial del conjunto de la Comunidad Valenciana, y por lo tanto también de la ciudad, según el Estatuto de Autonomía Valenciano. La institución que regla el valenciano es la Acadèmia Valenciana de la Llengua (AVL), que en 2005 zanjó cierto debate político dictaminando que el valenciano es el nombre que el Pueblo Valenciano da a la lengua conocida internacional y académicamente como catalán.
El valenciano característico de esta ciudad es el apitxat, dialecto del área metropolitana de Valencia. Pese a estar muy influido por el castellano, el apitxat conserva ciertas características antiguas que se han perdido en el resto de los dialectos valencianos.
Algunas de sus características son:
- Conservación de formas arcaicas del plural, las cuales mantienen la n original latina, como en hòmens [homes] ('hombres') o jòvens [joves] ('jóvenes'), común al resto del occidental.
- Cierta tendencia a la diptongación de la o inicial átona (cuando se constituye en sílaba) por au: aulor [olor] ('olor'), aufegar [ofegar] ('ahogar'), aubrir [obrir] ('abrir').
- Mantiene todavía, con notable vitalidad, el uso del perfecto simple, formas casi restringidas al apitxat.
- El ensordecimiento de las consonantes sibilantes sonoras, característica principal del apitxat y compartida con parte del ribagorazano. Esto quiere decir que la /z/ sonora de casa se pronuncia como en castellano 'casa' y la africada palatal /dʒ/ de gent o fetge se articula sorda igual que el fonema /tʃ/ (como la ch del castellano): gent > chent, fetge > feche.